# Columbia Británica

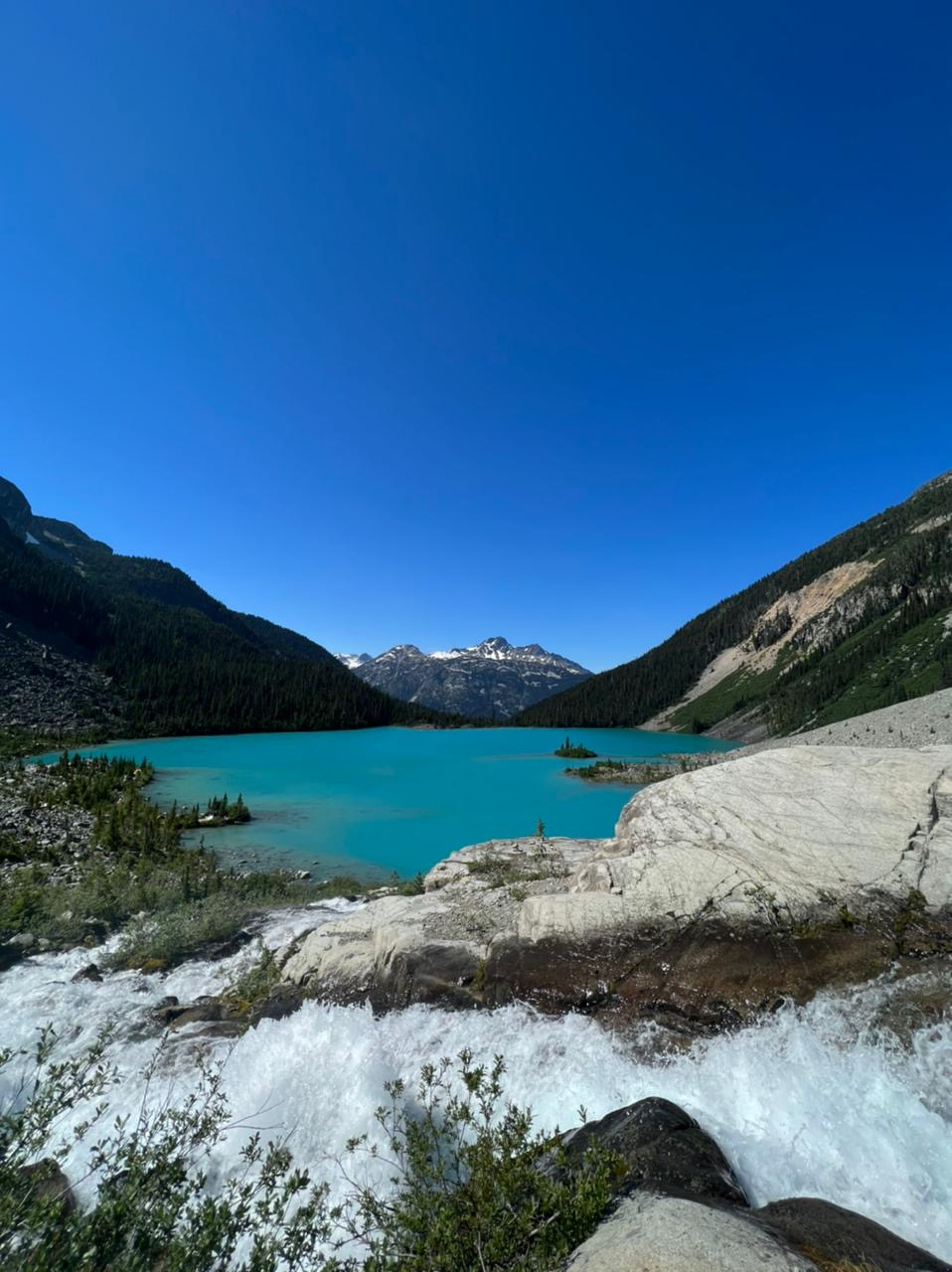
Joffre Lake, Squamish, Columbia Británica

Columbia Británica (en inglés, British Columbia; en francés, Colombie-Britannique), abreviada comúnmente como BC, es una de las diez provincias que, junto con los tres territorios, conforman las trece entidades federales de Canadá. Su capital es Victoria y su ciudad más poblada, Vancouver. Está ubicada al oeste del país, limitando al norte con Yukón y los Territorios del Noroeste, al este con Alberta, al sur con Estados Unidos, al oeste con el océano Pacífico y al noroeste con Alaska (EE. UU.). Con 5.000.879 habitantes a partir de 2021 es la tercera entidad más poblada, por detrás de Ontario y Quebec.
El primer asentamiento británico en el área fue Fort Victoria, establecida en 1843, que dio lugar a la ciudad de Victoria, en un principio la capital de la colonia separada de la Isla de Vancouver. Posteriormente, en la parte continental, la Colonia de la Columbia Británica (1858-66) fue fundada por Richard Clement Moody y los Royal Engineers, Columbia Detachment, en respuesta a Fraser Canyon Gold Rush. Moody fue el comisionado jefe de Tierras y Obras para la Colonia y el primer teniente gobernador de la Columbia Británica: fue escogido a mano por la Oficina Colonial en Londres para transformar la Columbia Británica en el "baluarte en el extremo oeste" del Imperio británico, y "para fundar una segunda Inglaterra en las costas del Pacífico". Moody seleccionó el sitio y fundó la capital original de British Columbia, New Westminster, estableció Cariboo Road y Stanley Park, y diseñó la primera versión del Escudo de Columbia Británica. Port Moody lleva su nombre.
En 1866, la isla de Vancouver se convirtió en parte de la colonia de Columbia Británica, y Victoria se convirtió en la capital de la colonia unida. En 1871, Columbia Británica se convirtió en la sexta provincia de Canadá y la única en tener salida al océano Pacífico.
La economía es diversa y las industrias productoras de servicios representan la mayor porción del PIB de la provincia. Es el término de dos ferrocarriles transcontinentales, y el sitio de 27 principales terminales marítimas de carga y pasajeros. La provincia es rica en agricultura (particularmente en los valles de Fraser y Okanagan), debido a un clima más suave cerca de la costa y en ciertos valles protegidos del sur. Su clima fomenta la recreación al aire libre y el turismo, aunque su principal sostén económico ha sido durante mucho tiempo la extracción de recursos, principalmente la tala, la agricultura y la minería. Vancouver, la ciudad más grande de la provincia, sirve como sede de muchas empresas de recursos naturales con sede en el oeste. 
También se beneficia de un fuerte mercado de la vivienda y un ingreso per cápita muy superior al promedio nacional. Mientras que la costa de la Columbia Británica y algunos valles en la parte sur-central de la provincia tienen un clima templado, la mayoría de su masa de tierra experimenta un clima frío-invierno-templado similar al resto de Canadá. La región del Interior del Norte tiene un clima subártico con inviernos muy fríos. El clima de Vancouver es, con mucho, el clima invernal más suave de las principales ciudades canadienses, con temperaturas nocturnas en enero promedio por encima del punto de congelación.

## Historia

### Pueblos indígenas

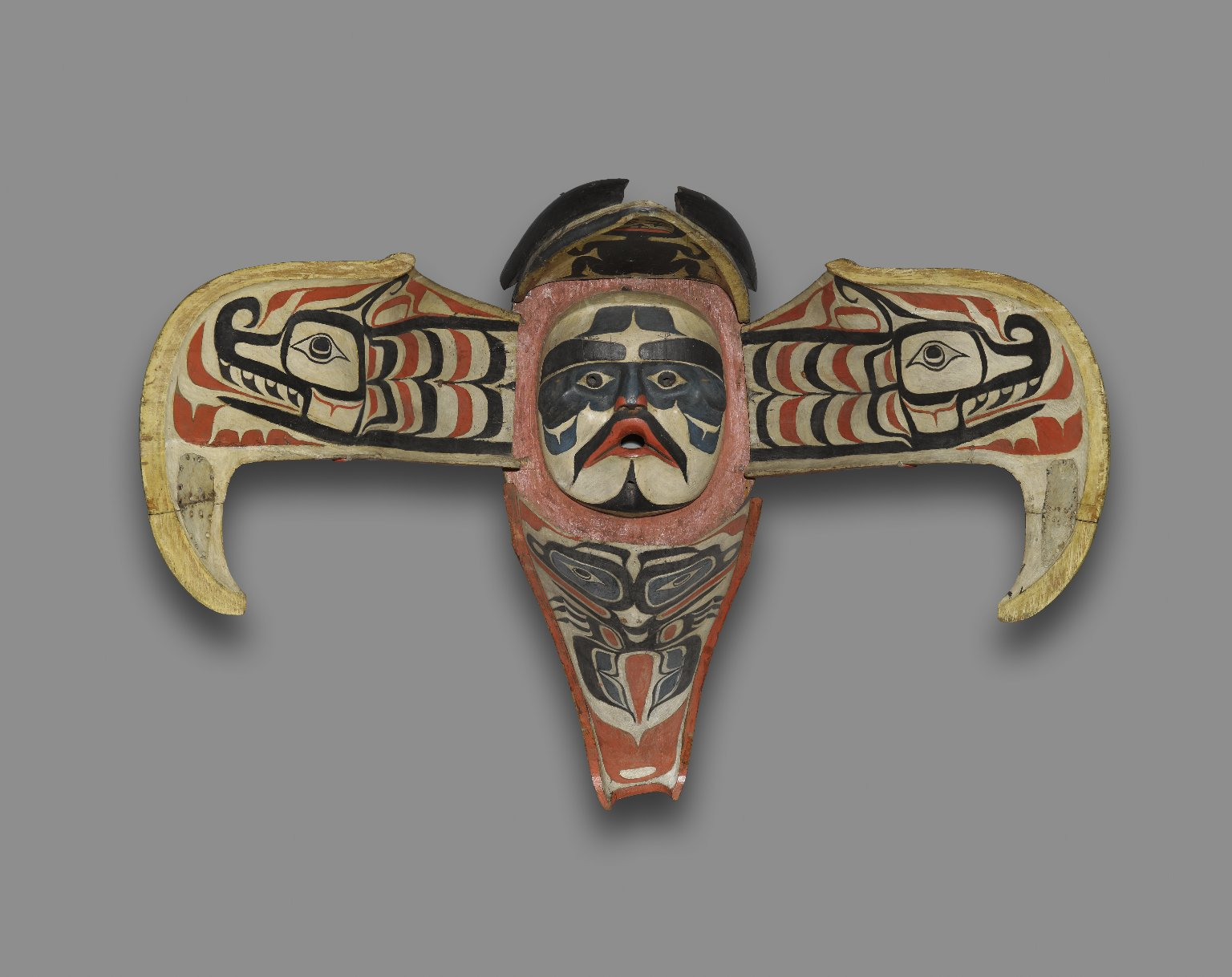
Namgis Máscara de transformación del pájaro del trueno,.

La zona ahora conocida como Columbia Británica alberga grupos de las Primeras Naciones que tienen una profunda historia con un importante número de lenguas indígenas. Hay más de 200 Primeras Naciones en Colombia Británica. Antes del contacto (con pueblos no aborígenes), la historia humana se conoce por relatos orales, investigaciones arqueológicas y por los primeros registros de exploradores que se encontraron con sociedades de la primera época.
La llegada de los paleoindios procedentes de Beringia tuvo lugar hace entre 20.000 y 12.000 años. Las familias de cazadores-recolectores constituyeron la principal estructura social hace entre 10.000 y 5.000 años. La población nómada vivía en estructuras no permanentes en busca de frutos secos, bayas y raíces comestibles, mientras cazaba y atrapaba animales de caza mayor y menor para obtener alimentos y pieles[49]. Hace unos 5.000 años, los grupos individuales empezaron a centrarse en los recursos de que disponían localmente. Los pueblos de la costa salish tenían prácticas complejas de gestión de la tierra vinculadas a la salud y la resistencia del ecosistema. Los huertos forestales de la costa noroeste de Canadá incluían especies de cangrejos, avellanos, arándanos rojos, ciruelos silvestres y cerezos silvestres. Así, con el paso del tiempo se observa un patrón de generalización regional cada vez mayor con un estilo de vida más sedentario. Estas poblaciones indígenas evolucionaron durante los siguientes 5.000 años a lo largo de una extensa zona hasta convertirse en muchos grupos con tradiciones y costumbres compartidas.
Al noroeste de la provincia se encuentran los pueblos de las lenguas Na-Dene, que incluyen a los pueblos de habla Athapaskan y a los Tlingit, que viven en las islas del sur de Alaska y el norte de la Columbia Británica. Se cree que el grupo lingüístico na-dene está vinculado a las lenguas yeniseianas de Siberia, los dene del Ártico occidental pueden representar una oleada migratoria distinta de Asia a Norteamérica. En el interior de la Columbia Británica viven los grupos lingüísticos salishan, como los shuswap (secwepemc), los okanagan y los athabaskan, principalmente los dakelh (portadores) y los tsilhqotʼin. Las ensenadas y los valles de la costa de la Columbia Británica albergan poblaciones numerosas y características, como los haida, los kwakwakaʼwakw y los nu-chah-nulth, que se alimentan de los abundantes salmones y mariscos de la región. Estos pueblos desarrollaron culturas complejas dependientes del cedro rojo occidental que incluían casas de madera, canoas para la caza de ballenas y la guerra y objetos potlatch y tótems elaboradamente tallados.
El contacto con los europeos trajo consigo una serie de epidemias devastadoras de enfermedades contra las que el pueblo no tenía inmunidad. La población sufrió un dramático colapso que culminó con el brote de viruela de 1862 en Victoria, que se extendió por toda la costa. El asentamiento europeo no auguraba nada bueno para la población nativa que quedaba en Columbia Británica. Los funcionarios coloniales consideraban que los colonos podían hacer mejor uso de la tierra que los habitantes de las Primeras Naciones y que, por tanto, la tierra debía ser propiedad de los colonos. Para garantizar que los colonos pudieran asentarse adecuadamente y hacer uso de la tierra, las Primeras Naciones fueron reubicadas a la fuerza en reservas, que a menudo eran demasiado pequeñas para mantener su modo de vida. En la década de 1930, Columbia Británica tenía más de 1.500 reservas.

### Presencia británica y española
Los primeros europeos en explorar la región del Pacífico Noroeste fueron los británicos con la llegada del navío de Sir Francis Drake  a la isla de Vancouver y a sus costas entre el 1577 al 1580; luego serían los españoles durante el siglo XVIII. A pesar de sus exploraciones, como las realizadas por Juan de Fuca, Lorenzo Ferrer Maldonado, Bartolomé de Fonte y otros, España nunca estableció asentamientos permanentes ni control efectivo en la región que hoy corresponde a la Columbia Británica. Las expediciones españolas, que incluyeron a exploradores como Juan José Pérez Hernández, Manuel Quimper, Francisco de Eliza, Jacinto Caamaño, Dionisio Alcalá Galiano, Cayetano Valdés, Gonzalo López de Haro, Pedro Alberni, Francisco Antonio Mourelle, Salvador Fidalgo, Juan Carrasco, José María Narváez, Bruno de Heceta, Juan Francisco de la Bodega y Quadra y Alejandro Malaspina, estaban dirigidas principalmente a la exploración y la reclamación sin reconocimiento internacional de la región, pero no se tradujeron en una presencia establecida o controlada.
La presencia española en la región estaba limitada a reclamaciones y exploraciones sin asentamientos permanentes. Las reclamaciones sobre la región, como las realizadas en el contexto del Tratado de Tordesillas, no incluyeron un control efectivo o la ocupación real del territorio. Los británicos, por otro lado, fueron los primeros en establecer una presencia significativa en la región, con asentamientos y un control más tangible a partir de finales del siglo XVIII y principios del XIX.
Finalmente, las reclamaciones españolas se vieron formalmente reducidas a través de acuerdos internacionales como la Convención de Nootka y los tratados posteriores, que establecieron límites y reconocieron la presencia británica en la región. Los británicos fueron los primeros en desembarcar y establecer contacto con los nativos en la región de Nootka, ejerciendo un control efectivo y una presencia significativa. La Columbia Británica, en su mayoría, fue colonizada y controlada por los británicos, quienes establecieron asentamientos y llevaron a cabo actividades de desarrollo en la región.

### Colonia de la Columbia Británica
Con la Fiebre del Oro del Cañón Fraser en 1858, la afluencia de estadounidenses a Nueva Caledonia llevó a la oficina colonial a designar el continente como la Colonia de Columbia Británica. Cuando las noticias de la Fiebre del Oro del Cañón de Fraser llegaron a Londres, Richard Clement Moody fue elegido por la Oficina Colonial, bajo el mando de Edward Bulwer-Lytton, para establecer el orden británico y transformar la recién creada Colonia de Columbia Británica en el «baluarte del Imperio Británico en el más lejano oeste» y «fundar una segunda Inglaterra en las costas del Pacífico». Lytton deseaba enviar a la colonia «representantes de lo mejor de la cultura británica, no sólo una fuerza policial»: buscaba hombres que poseyeran «cortesía, alta alcurnia y conocimiento urbano del mundo» y decidió enviar a Moody, a quien el gobierno consideraba «caballero inglés y oficial británico» a dirigir el Destacamento de Columbia de los Ingenieros Reales.
Moody y su familia llegaron a Columbia Británica en diciembre de 1858, al mando del Destacamento de Columbia de los Ingenieros Reales.. Prestó juramento como primer vicegobernador de Columbia Británica y fue nombrado Comisario Jefe de Tierras y Obras de Columbia Británica. Por consejo de Lytton, Moody contrató a Robert Burnaby como su secretario personal.
En Columbia Británica, Moody «quería construir una ciudad de belleza en el desierto» y planeó su ciudad como una metáfora visual icónica del dominio británico, «estilizada y ubicada con el objetivo de reforzar la autoridad de la corona y de la toga». Tras la promulgación de la Ley de Tanteo de 1860, Moody se estableció en Lower Mainland. Seleccionó el lugar y fundó la nueva capital, New Westminster. Eligió el lugar por la excelencia estratégica de su posición y la calidad de su puerto.
Lord Lytton «olvidó los aspectos prácticos de pagar por limpiar y desarrollar el sitio y la ciudad» y los esfuerzos de los ingenieros de Moody se vieron continuamente obstaculizados por la insuficiencia de fondos, lo que, junto con la continua oposición del gobernador James Douglas, a quien Thomas Frederick Elliot describió como «como cualquier otro fraude», «hizo imposible que el diseño [de Moody] se cumpliera».
Moody y los Ingenieros Reales también construyeron una extensa red de carreteras, incluyendo lo que se convertiría en Kingsway, que conectaba New Westminster con False Creek, la North Road entre Port Moody y New Westminster, y la Cariboo Road y Stanley Park. Bautizó el lago Burnaby con el nombre de su secretario privado Robert Burnaby y dio el nombre de su esposa a la colina de Port Coquitlam, de 400 pies de altura, «Mary Hill». Como parte de la labor topográfica, se designaron varias extensiones como «reservas del gobierno», entre las que se incluía Stanley Park como reserva militar (un lugar estratégico en caso de invasión estadounidense). La Pre-emption Act no especificaba las condiciones de distribución de la tierra, por lo que grandes parcelas fueron acaparadas por especuladores, incluidas 1.518 hectáreas (3.750 acres) por el propio Moody. Por ello fue criticado por los periodistas locales por acaparamiento de tierras. Moody diseñó el primer escudo de armas de Columbia Británica. Port Moody lleva su nombre. Se estableció al final de un sendero que conectaba New Westminster con Burrard Inlet para defender New Westminster de posibles ataques de Estados Unidos.
En 1862, la fiebre del oro del Cariboo, que atrajo a otros 5000 mineros, estaba en marcha, y Douglas aceleró la construcción de la Gran Carretera del Norte (comúnmente conocida ahora como la Carretera de Vagones del Cariboo) por el Cañón del Fraser hasta la región de prospección alrededor de Barkerville. En la época de esta fiebre del oro, el carácter de la colonia estaba cambiando, ya que una población más estable de colonos británicos se asentó en la región, estableciendo negocios, abriendo aserraderos y dedicándose a la pesca y la agricultura. Con esta mayor estabilidad, empezaron a manifestarse objeciones al gobernador ausente de la colonia y a la falta de un gobierno responsable, encabezadas por el influyente editor del New Westminster British Columbian y futuro primer ministro, John Robson. Una serie de peticiones solicitando una asamblea fueron ignoradas por Douglas y la oficina colonial hasta que Douglas fue destituido en 1864. Por fin, la colonia tendría una asamblea y un gobernador residente.
En 1862 se produjo la mayor fiebre del oro en Cariboo, lo que obligó a la administración colonial a endeudarse aún más para hacer frente a las grandes necesidades de infraestructura de comunidades remotas como Barkerville y Lillooet, que surgieron de la noche a la mañana. La colonia de la isla de Vancouver se enfrentaba a sus propias crisis financieras, y la presión para fusionar las dos colonias acabó teniendo éxito en 1866, cuando la colonia de Columbia Británica se fusionó con la colonia de la isla de Vancouver para formar la Colonia de Columbia Británica (1866-1871), que a su vez fue sucedida por la actual provincia de Columbia Británica tras la Confederación Canadiense de 1871.

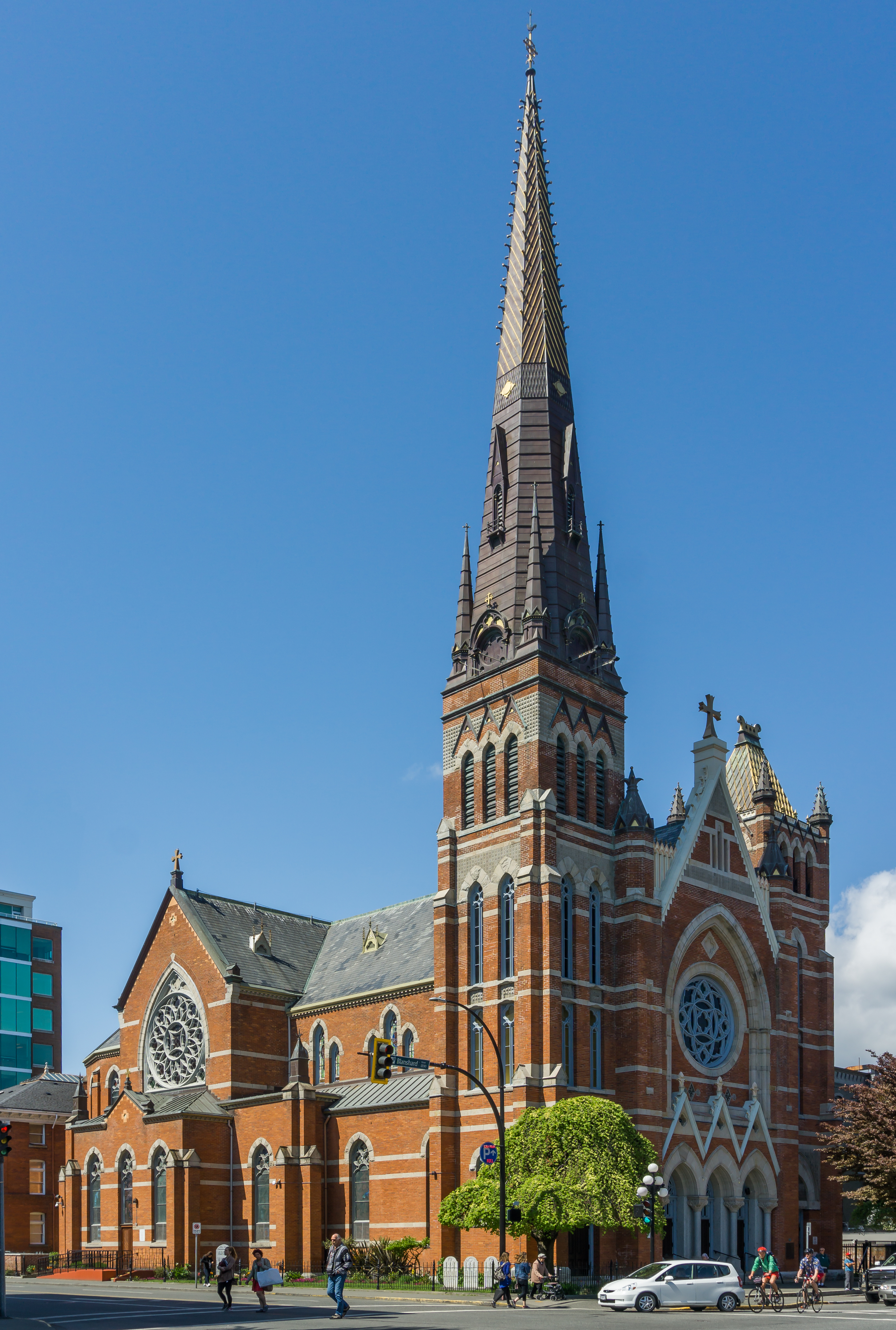
La Catedral de San Andrés Construida en estilo gótico victoriano en Victoria fue concluida en 1892

### Desarrollo desde 1860
La Liga de la Confederación encabezó el coro que presionaba para que la colonia se uniera a Canadá, que se había creado a partir de tres colonias británicas de América del Norte en 1867 (la provincia de Canadá, Nueva Escocia y Nuevo Brunswick). Con el acuerdo del gobierno canadiense de extender el Ferrocarril del Pacífico Canadiense a Colombia Británica y asumir la deuda de la colonia, Colombia Británica se convirtió en la sexta provincia en unirse a la Confederación el 20 de julio de 1871.El Tratado de Washington envió a arbitraje la disputa fronteriza de las Islas San Juan de la Guerra del Cerdo en 1871 y en 1903, el territorio de la provincia se redujo de nuevo después de que la disputa fronteriza de Alaska resolviera el impreciso límite del Panhandle de Alaska.
La población de Colombia Británica siguió creciendo a medida que se desarrollaban los sectores minero, forestal, agrícola y pesquero.La actividad minera era notable en todo el Mainland, que un epíteto común en él, incluso después de la provincialización, era «la Colonia del Oro». La agricultura atrajo a los colonos al fértil valle de Fraser.Los ganaderos y, más tarde, los fruticultores llegaron a las praderas más secas de los ríos Thompson, Cariboo, Chilcotin y Okanagan.La silvicultura atrajo a los trabajadores a los bosques templados de la costa, donde también crecía la pesca.
La finalización del ferrocarril en 1885 contribuyó a la economía, facilitando el transporte de los considerables recursos de la región hacia el este. El pueblo de Granville, también conocido como Gastown, fue elegido como terminal. Esto impulsó la incorporación de la ciudad de Vancouver en 1886. La finalización de las obras del puerto de Vancouver impulsó un rápido crecimiento y, en menos de cincuenta años, la ciudad superó a Winnipeg (Manitoba) como la más grande del oeste de Canadá. En las primeras décadas de la provincia, las cuestiones relacionadas con el uso de la tierra -específicamente, su colonización y desarrollo- fueron primordiales. Esto incluía la expropiación de las tierras de las Primeras Naciones, el control de sus recursos y la posibilidad de comerciar con algunos de ellos, como la pesca.

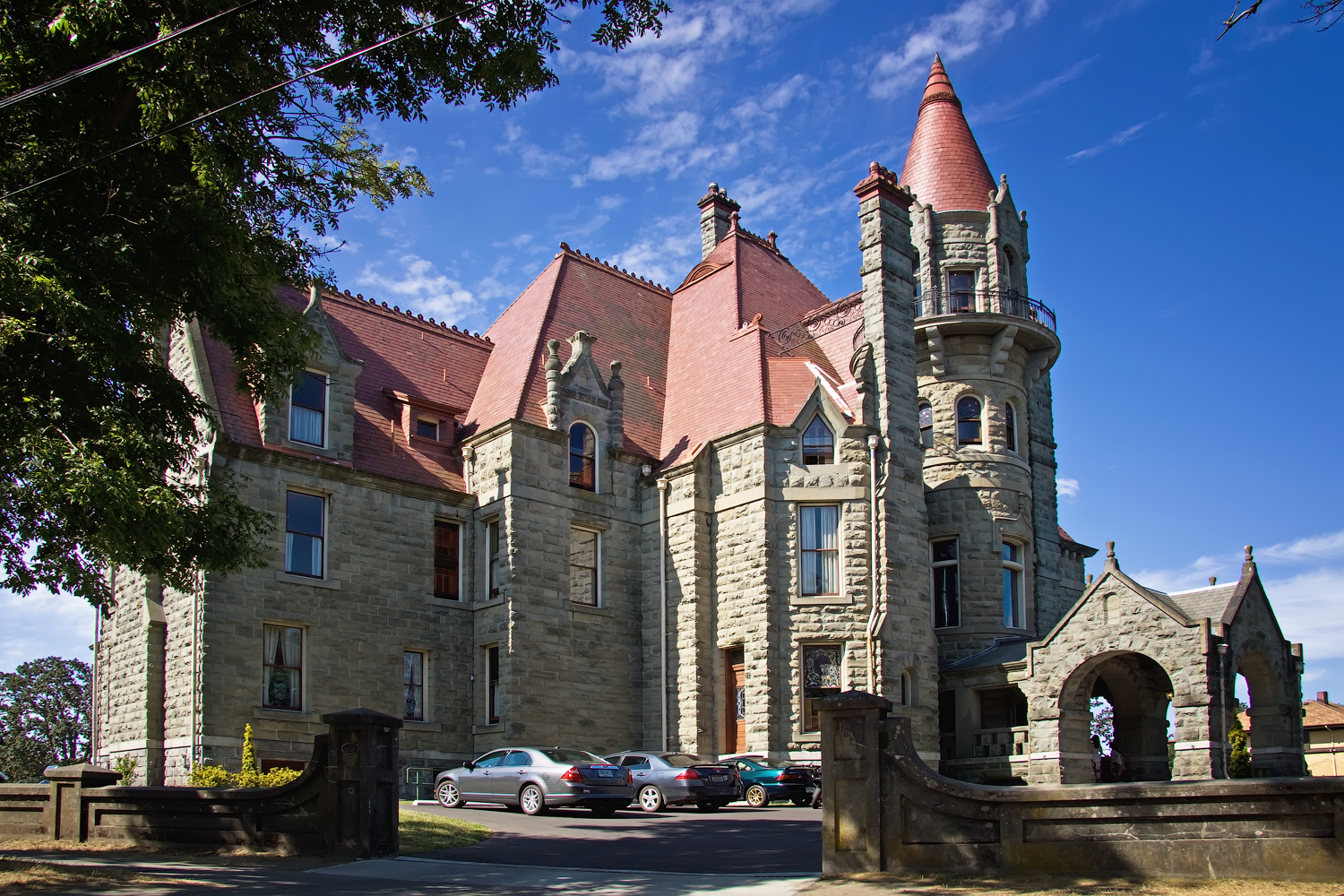
Castillo de Craigdarroch construido en 1890 durante el Reinado de Victoria del Reino Unido

Establecer una mano de obra para desarrollar la provincia era problemático, y Colombia Británica fue destino de inmigración procedente de Europa, China, Japón e India. La afluencia de una población no europea estimuló el resentimiento de los grupos étnicos dominantes, lo que provocó agitación y un intento de restringir la capacidad de los asiáticos para inmigrar a Columbia Británica mediante la imposición del impuesto chino por cabeza. Este resentimiento culminó en ataques multitudinarios contra inmigrantes chinos y japoneses en Vancouver en 1887 y 1907.

### SigloXX
En la Primera Guerra Mundial, la provincia respondió enérgicamente a la llamada para ayudar al Imperio británico contra sus enemigos alemanes en los campos de batalla franceses y belgas. Unos 55.570 de los 400.000 habitantes de la provincia, la tasa per cápita más alta de Canadá, respondieron a la necesidad militar. Unos 6.225 hombres de la provincia murieron en combate.
En 1914 se completó una segunda línea ferroviaria transcontinental, la Grand Trunk Pacific. Esto abrió la región de la costa norte y el valle de Bulkley a nuevas oportunidades económicas. Lo que hasta entonces había sido casi exclusivamente comercio de pieles y economía de subsistencia pronto se convirtió en una zona forestal, agrícola y minera. Este sector atrajo a trabajadores de Asia y Europa, dando lugar a una sociedad diversa pero conflictiva. A principios del siglo XX se produjo una importante interacción entre inmigrantes, Primeras Naciones y fuerzas económicas. Se produjo un auge del movimiento obrero, marcado por huelgas y conflictos como la huelga de estibadores de 1935 en el muelle de Ballantyne y la marcha On-to-Ottawa. Estos acontecimientos acentuaron las tensiones entre los trabajadores y las grandes empresas, a menudo mediadas por el Partido Comunista. Las relaciones raciales y étnicas eran tensas, y la legislación reflejaba los prejuicios raciales de la época, especialmente contra los inmigrantes asiáticos y las Primeras Naciones. A principios y mediados del siglo XX se produjeron incidentes como el del Komagata Maru, que pusieron de relieve el sentimiento antiasiático.
El periodo de entreguerras y la Segunda Guerra Mundial introdujeron cambios significativos, como la prohibición y su posterior derogación, y el internamiento de japoneses-canadienses. En la posguerra hubo gobiernos de coalición y una economía en auge, impulsada por los proyectos de infraestructuras y la expansión industrial. El Partido de Crédito Social de W.A.C. Bennett dominó la política de Columbia Británica, puso en marcha grandes proyectos y sentó las bases del futuro crecimiento económico. Las décadas de 1970 y 1980 trajeron retos económicos y cambios políticos, que culminaron en la Expo 86 y el fin del dominio del Social Credit. Este periodo también fue testigo de importantes movimientos sociales, como la Operación Solidaridad. En la década de 1990 se produjo una transición hacia el gobierno del Nuevo Partido Democrático, centrado en la conservación del medio ambiente y las luchas económicas. Especialmente en su segundo mandato, el gobierno del NDP se enfrentó a escándalos políticos, como el de los transbordadores rápidos, que acabaron contribuyendo a su caída.

### SigloXXI
En las elecciones provinciales de 2001, los liberales de Gordon Campbell derrotaron al NDP y obtuvieron 77 de los 79 escaños de la legislatura provincial. Campbell introdujo reformas y eliminó algunas de las políticas del NDP, como la venta de los «transbordadores rápidos» del gobierno anterior, la bajada del impuesto sobre la renta y el polémico arrendamiento a largo plazo de BC Rail a Canadian National Railway. Campbell llevó a su partido a la victoria en las elecciones provinciales de 2005, frente a una oposición del NDP sustancialmente reforzada, y obtuvo un tercer mandato en las elecciones provinciales de 2009.

La provincia ganó la candidatura para albergar los Juegos Olímpicos de Invierno de 2010 en Vancouver y Whistler. En 2003, los habitantes de Vancouver habían votado en referéndum para aceptar las responsabilidades de la ciudad anfitriona en caso de ganar la candidatura. El 64% de los residentes votaron a favor de la organización. Tras desvanecerse la alegría olímpica, la popularidad de Campbell cayó. Su estilo de gestión, la aplicación del Impuesto de Ventas Armonizado (HST) a pesar de las promesas electorales de no introducirlo, y la cancelación del juicio por corrupción de BC Rail[discutido - discutir] le llevaron a unos bajos índices de aprobación y a la pérdida de apoyo de su bancada: dimitió en noviembre de 2010. A principios de 2011, la ex vice primera ministra Christy Clark se convirtió en líder de los liberales.

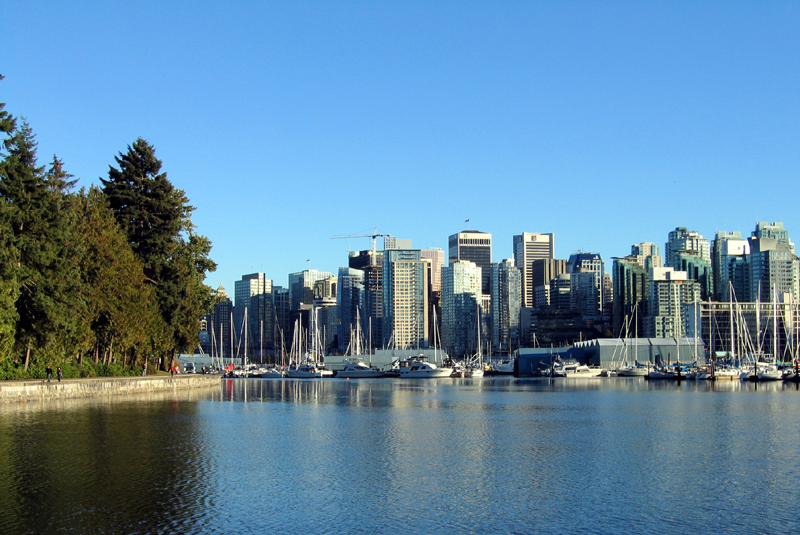
Vancouver, Columbia Británica em 2004

Las primeras medidas del gobierno de Clark incluyeron el aumento del salario mínimo, la creación de un nuevo día festivo en febrero llamado «Día de la Familia» y el impulso al desarrollo de la industria del gas natural licuado en Columbia Británica. En el periodo previo a las elecciones de 2013, los liberales se quedaron por detrás del NDP por una diferencia de dos dígitos en las encuestas, pero fueron capaces de lograr una victoria sorpresa, obteniendo la mayoría y convirtiendo a Clark en la primera mujer en liderar un partido a la victoria en BC.
Su gobierno pasó a equilibrar el presupuesto, implementar cambios en las leyes de licores y continuar con la cuestión de los oleoductos Enbridge Northern Gateway propuestos. En las elecciones de 2017, el NDP formó un gobierno minoritario con el apoyo del Partido Verde mediante un acuerdo de confianza y suministro. En julio de 2017, el líder del NDP, John Horgan, juró el cargo de primer ministro. Clark dimitió y Andrew Wilkinson se convirtió en líder de los Liberales de Columbia Británica. En las elecciones generales de Columbia Británica de 2020, el NDP obtuvo 57 escaños y formó un gobierno mayoritario. Wilkinson dimitió como líder de los Liberales de Colombia Británica.
Colombia Británica se ha visto muy afectada por los cambios demográficos en Canadá y en todo el mundo. Vancouver fue un destino importante para muchos inmigrantes de Hong Kong que abandonaron la antigua colonia británica antes de su traspaso a China. Las tendencias de urbanización hacen que el área metropolitana de Vancouver incluya ahora el 51% de la población de la provincia, seguida del área metropolitana de Victoria, con el 8%. Estas dos regiones metropolitanas han dominado la demografía de BC.
En 2018, los precios de la vivienda en Vancouver eran los segundos menos asequibles del mundo. Muchos expertos apuntan a la evidencia del blanqueo de dinero procedente de China como factor contribuyente. El elevado precio de los inmuebles residenciales ha llevado a la aplicación de un impuesto sobre las viviendas vacías, un impuesto sobre la especulación inmobiliaria y las viviendas desocupadas, y un impuesto sobre la vivienda para compradores extranjeros. El número neto de personas que llegaron a Columbia Británica procedentes de otras provincias en 2016 fue casi cuatro veces mayor que en 2012, y Colombia Británica fue el mayor receptor neto de migrantes interprovinciales de Canadá. En 2023, Colombia Británica experimentó una pérdida neta de población de 8.624 habitantes; un porcentaje sustancial de los cuales eran personas que se trasladaron a Alberta.
En 2021, la pandemia de COVID-19 había tenido un gran efecto en la provincia, con más de 2.000 muertes y 250.000 casos confirmados. Sin embargo, la vacuna COVID-19 redujo la propagación, ya que el 78% de los habitantes de BC mayores de cinco años estaban totalmente vacunados. También en 2021, pero sin relación con el COVID-19, se descubrieron las tumbas sin nombre de cientos de niños indígenas en tres antiguos internados indios (Kamloops, St. Eugene's Mission, Kuper Island).

## Geografía

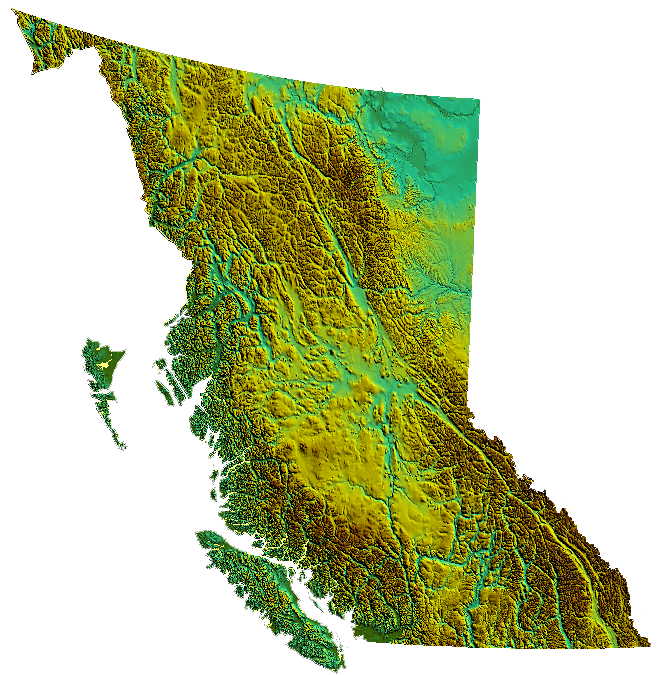
Mapa topográfico de Columbia Británica.

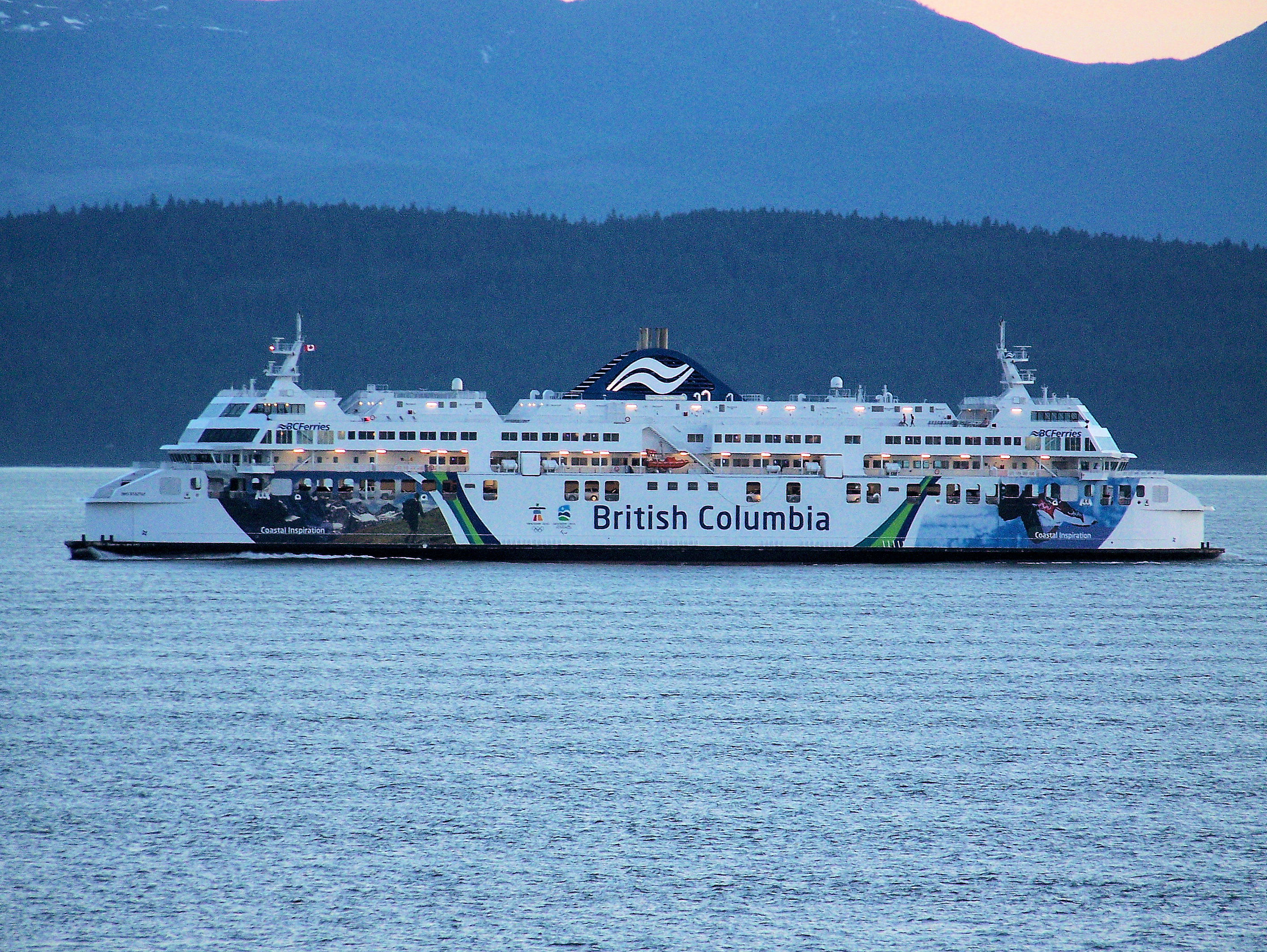
Estrecho de Georgia, Columbia Británica.

Columbia Británica limita al oeste con el océano Pacífico, al noroeste con el estado de Alaska, al norte con el Territorio de Yukón y los Territorios del Noroeste; al este con la provincia de Alberta, y al sur con los estados estadounidenses de Washington, Idaho y Montana.
La frontera sur de Columbia Británica fue trazada en 1846, en el Tratado de Oregón.
Su territorio ocupa una superficie de 923.768 km², que para efectos comparativos es el equivalente de Francia, Alemania y Países Bajos juntos. Tiene un litoral de 27.000 km² que incluye fiordos montañosos, así como más de 6000 islas.
Su capital es la ciudad de Victoria, que se localiza al sudeste de la isla de Vancouver, antiguamente Cuadra. La ciudad más populosa es Vancouver, localizada en la esquina sudoeste de tierra firme de la provincia, en la región denominada Lower Mainland. Otras ciudades de importancia son: Surrey, Burnaby, Coquitlam, Richmond, Delta y New Westminster en la región de Lower Mainland; Abbotsford y Langley en el Fraser Valley; Nanaimo en la isla de Vancouver; y Kelowna y Kamloops en el Plateau Interior. Prince George, es la mayor ciudad al centro de la provincia; sin embargo, la población que se localiza más cercana al centro geográfico de la provincia es Vanderhoof, a unos 100 km al oeste de Prince George.
Las Montañas Costeras, las Montañas Rocosas y el Pasaje Interior, así como la gran cantidad de fiordos, proveen a Columbia Británica de un escenario espectacular, muy apropiado para el crecimiento de las actividades de la industria ecoturística. Un 75 % de la provincia es montañosa (con elevaciones de más de 1000 m s. n. m.), el 60 % es bosque.
La región de Okanagan es la única de las tres regiones vitivinícolas, y mantiene una consideración especial por la excelencia de su producción, aun cuando su exportación es moderada.

### Clima
Algunas poblaciones como Penticton, Oliver y Osoyoos tienen registros extremos en verano debido a que se encuentran asentadas en valles semiáridos; en las localidades de Lillooet y Lytton se han registrado temperatura de hasta 43,3 °C.

El clima de Columbia Británica varía de región en región. Al este de la provincia, especialmente en el noreste, se registran las temperaturas más bajas del invierno, con mínimas de entre −50 °C y 0 °C, y máximas de −30 °C y 8 °C. La temperatura media en la región es de −23 °C en el extremo noreste, y de −17 °C en el centro oriente y en el centro norte. La temperatura media en el invierno para el interior de la provincia es de −9 °C. Los inviernos tienden a ir a menos a lo largo del litoral, gracias a la corriente cálida del océano Pacífico. Vancouver y Victoria registran mínimas que oscilan entre los −14 °C y los 8 °C, y máximas entre los −5 °C y los 15 °C. La media respectiva entre las mínimas y máximas es de 1 y 7 °C. La temperatura más baja registrada en Columbia Británica fue de −59 °C, en el río Smith, el 31 de enero de 1947.

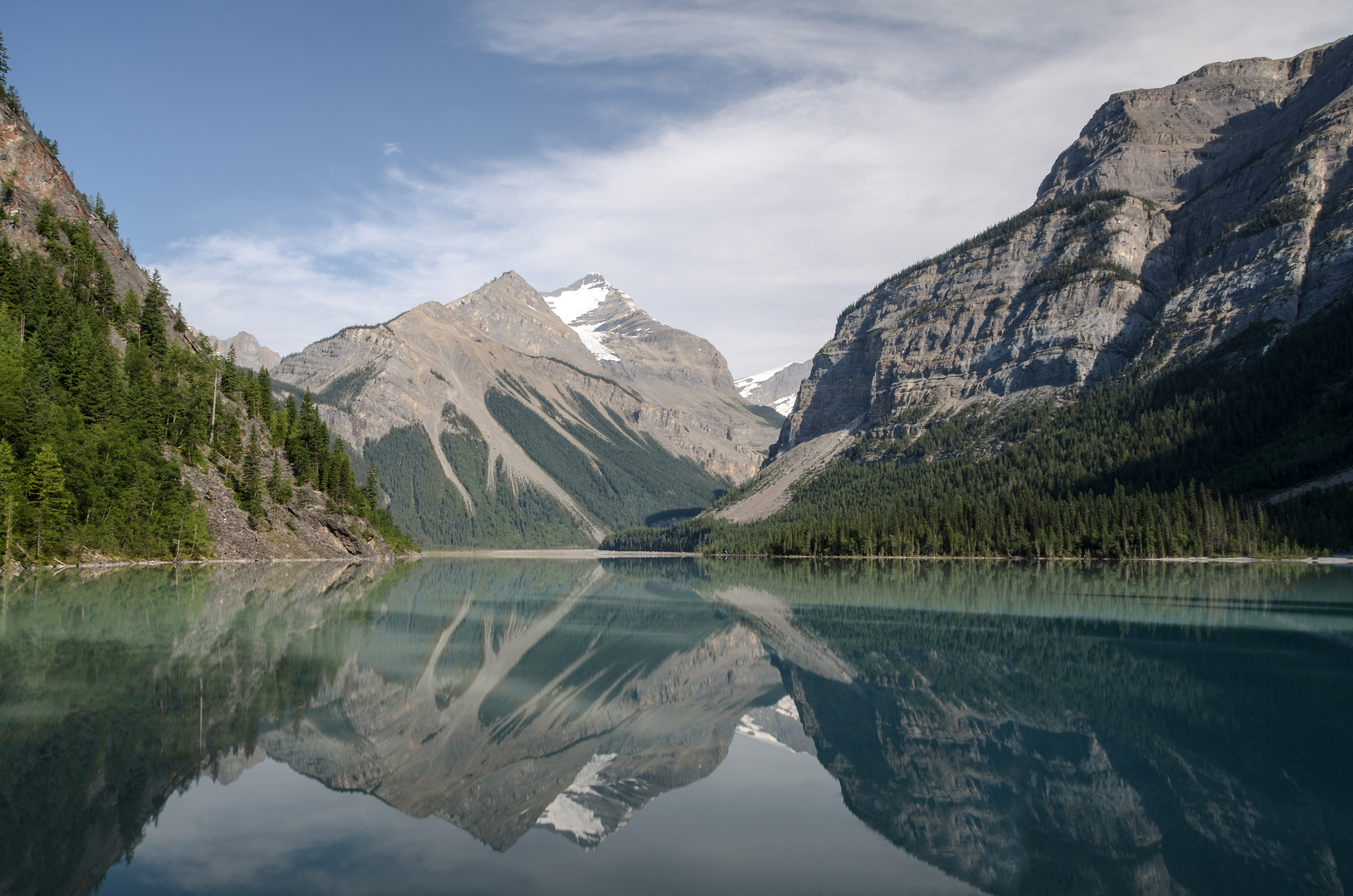
Monte Robson, Montañas Rocosas Columbia Británica.

En el verano, las temperaturas más altas se registran en el sur de la provincia, especialmente en el centro sur, en torno a Kamloops. Las temperaturas a lo largo del litoral tienden a ser amenizadas por el océano Pacífico. Vancouver y Victoria registran máximas de hasta 32 °C y mínimas de 6 °C. Las temperaturas en verano, tienden a ser más agradables en toda la provincia, con excepción de las regiones de mayor altitud, cuya media es de 12 °C o menos. La temperatura más alta fue de 44 °C, registrada el 16 de julio de 1941.
Las tasas de precipitación media anual, varían bastante de región en región. Las montañas Costeras, sirven como obstáculos naturales en las corrientes de aire húmedo procedente del océano Pacífico. Estas corrientes se condensan en mayor parte en una estrecha franja de apenas 20 km de ancho a lo largo del litoral de la provincia. Por causa de lo anterior, el litoral posee altas tasas de precipitación media anual, de más de 2,500 milímetros, especialmente en el otoño y en el invierno.
Vancouver, por esta causa, es conocida nacionalmente como Rainy City (ciudad lluviosa), mientras que Victoria, localizada en el extremo sur de la provincia y alejada de los grandes obstáculos naturales, registra apenas 860 mm anuales de precipitación. El clima del litoral es relativamente seco durante el verano, se registra una media de 20 días de lluvia en Vancouver, en el invierno; y, apenas 7 días en el verano.
La precipitación de lluvia es mínima en el Pateau Interior, de menos de 700 milímetros anuales, aumentando en el sureste hasta 1500 milímetros anuales.

### Fauna
Gran parte de la provincia está sin desarrollar, por lo que en Columbia Británica siguen floreciendo poblaciones de muchas especies de mamíferos que se han vuelto escasas en gran parte de Estados Unidos. La observación de animales de diversos tipos, incluida una amplísima variedad de aves, es popular desde hace mucho tiempo. Los osos (grizzly, negro -incluido el oso Kermode u oso espíritu) viven aquí, al igual que los ciervos, alces, alces, caribúes, ovejas de cuernos grandes, cabras montesas, marmotas, castores, ratas almizcleras, coyotes, lobos, mustélidos (como glotones, tejones y pescadores), pumas, águilas, águilas pescadoras, garzas, gansos canadienses, cisnes, somormujos, halcones, búhos, cuervos, patos arlequines y muchos otros tipos de patos. También abundan las aves más pequeñas (petirrojos, arrendajos, picogordo, carboneros, etc.). Se conocen mérgulos en la isla Frederick, una pequeña isla frente a la costa de Haida Gwaii.
Hay muchas poblaciones de peces sanas, incluidos salmónidos como varias especies de salmón, trucha, trucha arco iris y salvelino. Además del salmón y la trucha, los pescadores deportivos de BC también capturan fletán, lubina y esturión. En la costa son comunes las focas y las nutrias. Entre los cetáceos autóctonos de la costa se encuentran la orca, la ballena jorobada, la ballena gris, la marsopa común, la marsopa de Dall, el delfín blanco del Pacífico y el rorcual aliblanco.
Algunas especies en peligro en Columbia Británica son: La marmota de la isla de Vancouver, el búho moteado, el pelícano blanco americano y los tejones.

### Geología

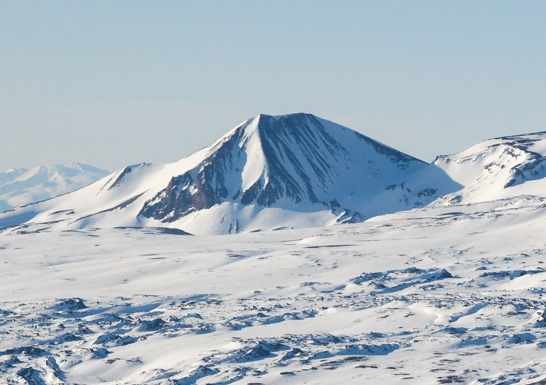
La llamada Pirámide (The Pyramid) en la Columbia Británica

La geología de Columbia Británica está en función de su ubicación en el borde frontal del sub continente norteamericano. La fisiografía montañosa y la diversidad de los diferentes tipos y edades de las rocas insinúan una geología compleja, que sigue en revisión a pesar de un siglo de exploración y cartografía.
Los rasgos geológicos más destacados de la provincia son sus cadenas montañosas, incluida la Cordillera de América del Norte, que se extiende desde el sur de México hasta Alaska.
La teoría de la terrana fue propuesta por primera vez por Jim Monger, del Servicio Geológico de Canadá, y Charlie Rouse en 1971 como explicación para un conjunto de fósiles fusulínidos que se encontraron en el centro de Columbia Británica. En lugar de sugerir que se debían a cambios de facies o a vías marítimas (que eran las explicaciones habituales en aquella época), los dos geólogos propusieron que los fósiles en cuestión habían formado parte de un conjunto de rocas que habían migrado a través del océano Pacífico hasta su ubicación actual. Esta teoría fue desarrollada posteriormente por Porter Irwin y Davy Jones, del Servicio Geológico de Estados Unidos, hasta su definición común de «entidades geológicas regionales delimitadas por fallas, cada una de ellas caracterizada por una historia geológica diferente a la de sus vecinas».

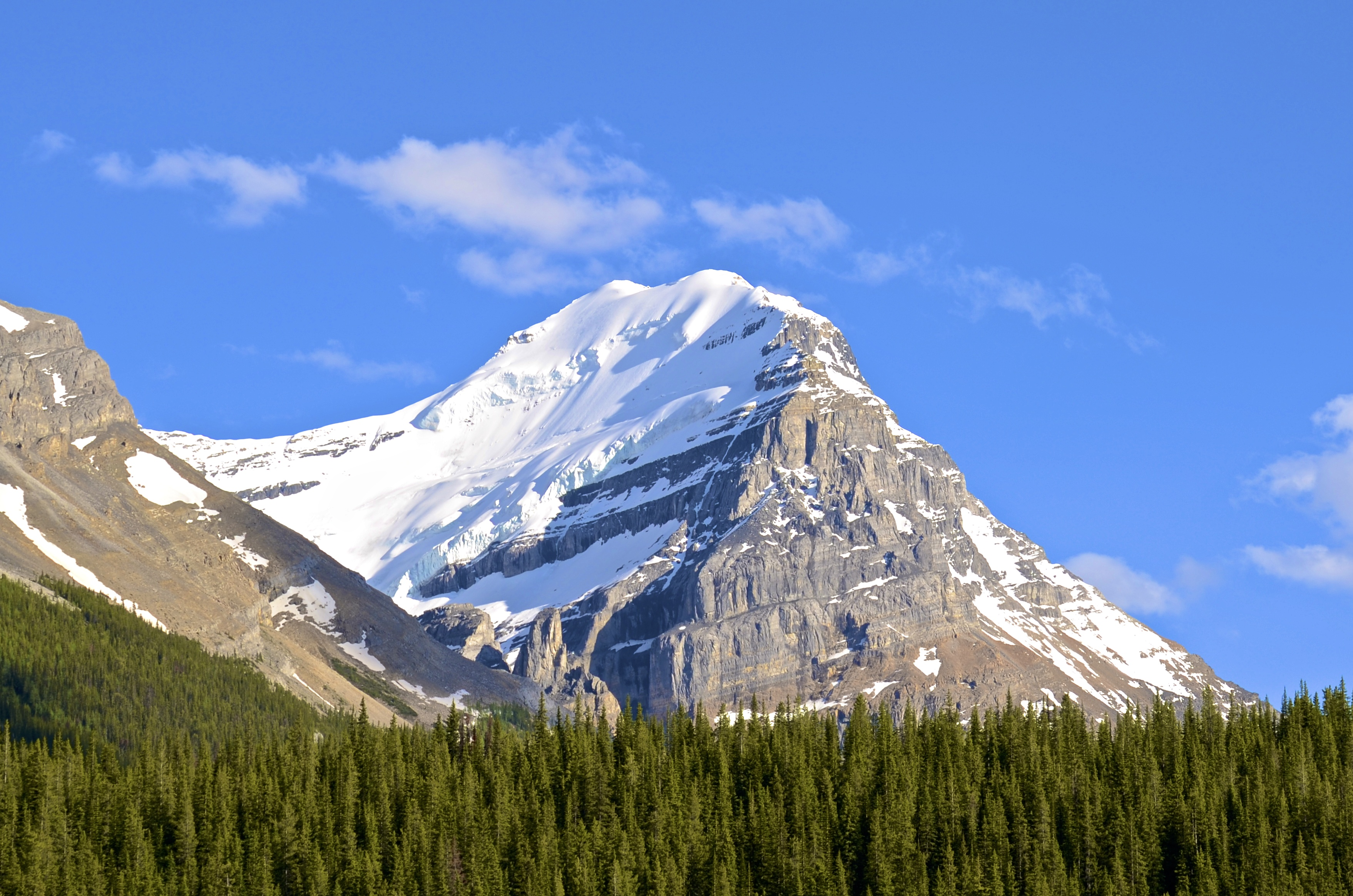
El Monte Victoria

Los terranos suelen estar asociados a distintos elementos tectónicos, como arcos insulares, mesetas volcánicas, zonas de subducción, márgenes continentales, dorsales oceánicas y fragmentos continentales. Estos terranos se van uniendo gradualmente mediante elementos como formaciones superpuestas y plutones de costura y, a continuación, se acrecionan al continente. En algunos casos, un terráneo puede contener múltiples elementos tectónicos. El terráneo de Cache Creek está compuesto por un componente carbonatado masivo, un componente de fondo oceánico y un componente de mélange de subducción.
Hay cinco cinturones morfogeológicos que definen la geología de Colombia Británica de este a oeste: los cinturones Foreland, Omineca, Intermontane, Coast e Insular.Cada uno tiene una geología única, incluyendo diferentes historias metamórficas, fisiográficas, metalogénicas y tectónicas.
El Cinturón de Antepaís se compone de rocas sedimentarias débilmente metamorfizadas que tienen entre 1.400 millones y 33 millones de años, y el cinturón representa una secuencia de rift seguida de un margen pasivo que se convirtió en un cinturón de pliegues y cabalgamientos de retroarco con sedimentación sinorogénica. La región es muy accidentada, excepto en el noreste de la provincia, donde la tierra se aplana hasta formar una extensa llanura.

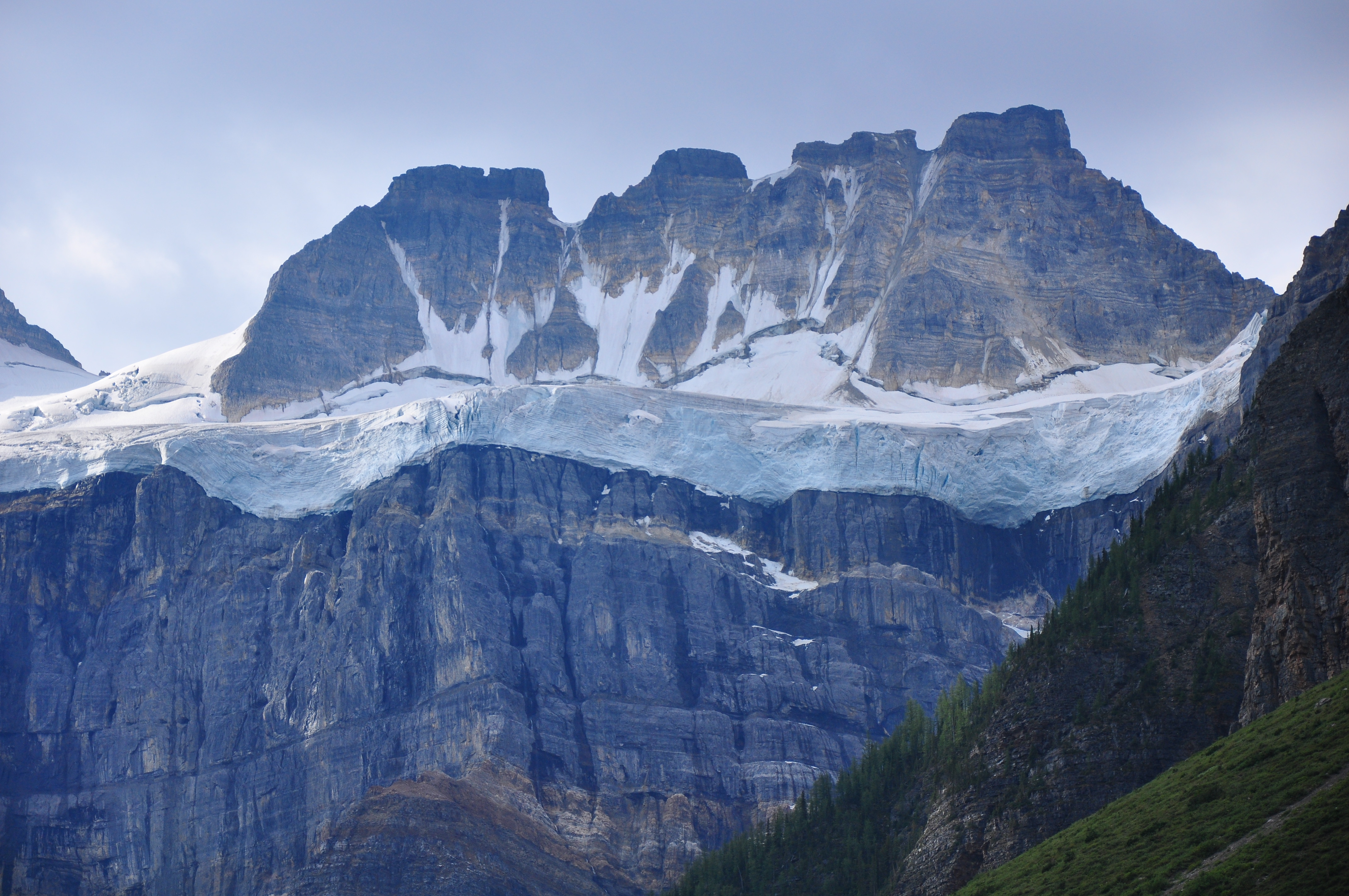
El Monte Quadra

El cinturón de Omineca está formado por terranos pericratónicos (cercanos al cratón) muy metamorfoseados y fragmentos de Norteamérica que tienen entre 2.000 millones y 180 millones de años.Entre los terranos del cinturón se encuentran el de Slide Mountain, el de Yukon-Tanana y el de Cassiar. Este cinturón va de colinas bajas a altas montañas en toda su longitud, siendo la mayor parte de la región extremadamente accidentada.
El Cinturón Intermontano es una región más llana y redondeada compuesta por tres terranos: Stikinia, Quesnellia y Cache Creek.El cinturón tiene un grado metamórfico inferior al del cinturón Omineca y oscila entre 400 millones y 10.000 años de antigüedad.Se ha registrado actividad volcánica en los últimos 10.000 años, incluso en Nazko Cone y en el campo volcánico de Satah Mountain.
La franja costera es el mayor afloramiento de granito y granodiorita del Fanerozoico. Contiene fragmentos muy metamorfoseados de los terranos del Cinturón Insular y del Cinturón Intermontano. En el sureste, hay una serie de pequeños terranes de afinidad tanto oceánica (Bridge River Vent y Chilliwack Batholith) como continental (Jack Konat Mountain, Ladner). El granito resistente a la intemperie es muy accidentado en todo el cinturón.
El Cinturón Insular se compone de terranos exteriores sin conexión con Norteamérica antes de la acreción. Hay dos terranos principales -Wrangellia y Alexander- y algunos más pequeños, como el terrano Pacific Rim. Dado que el Cinturón Insular es el más tectónicamente activo de los cinturones, presenta las mayores diferencias de relieve desde las profundidades del estrecho de Queen Charlotte hasta las alturas de las montañas Wrangell-Saint Elias. Las edades van de 600 millones de años a recientes, con grados metamórficos que dependen de la edad y del huésped del tipo de roca.

## Política y Gobierno

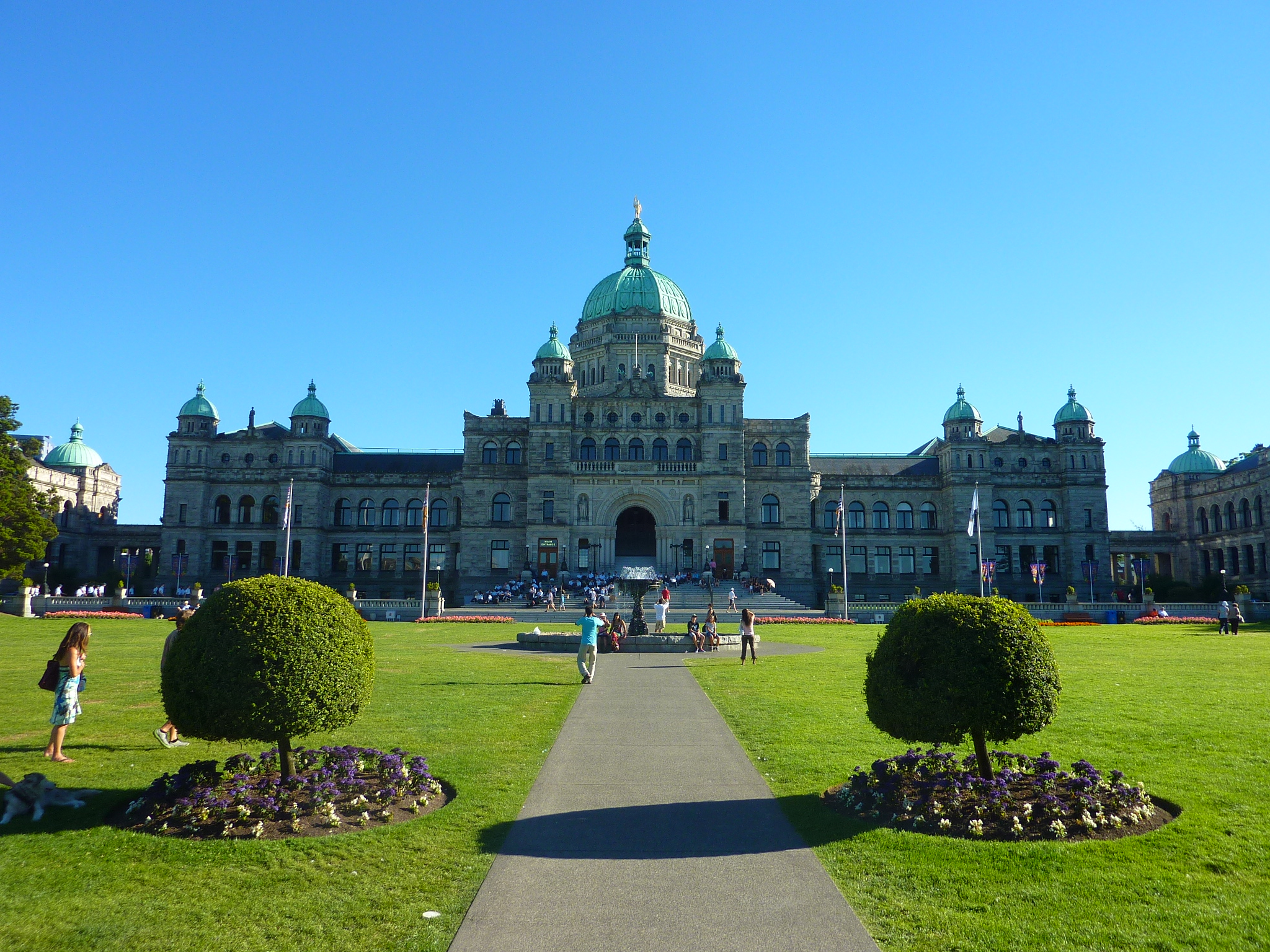
Sede del Parlamento de la Columbia Británica

La vicegobernadora, Wendy Lisogar-Cocchia, es la representante de la Corona en la provincia. Durante la ausencia del vicegobernador, el gobernador en Consejo (gabinete federal) puede nombrar a un administrador para ejecutar las obligaciones del cargo. Éste suele ser el presidente del Tribunal Supremo de Columbia Británica (Chief Justice of British Columbia). Colombia Británica está dividida en distritos regionales como medio para permitir que los municipios y las zonas rurales trabajen juntos a nivel regional.
Columbia Británica tiene una Asamblea Legislativa electa de 87 miembros, elegidos por el sistema de voto plural, aunque de 2003 a 2009 hubo un debate importante sobre el cambio a un sistema de voto único transferible llamado BC-STV. El gobierno de turno nombra a los ministros de las distintas carteras, que oficialmente forman parte del Consejo Ejecutivo, presidido por el primer ministro.
En la actualidad, la provincia está gobernada por el Partido Nuevo Demócrata de Columbia Británica (BC NDP) del primer ministro David Eby. En las elecciones provinciales de 2017, el Partido Liberal obtuvo 43 escaños, el NDP 41 y el Partido Verde de Columbia Británica 3. Ningún partido alcanzó el mínimo de 44 escaños. Ningún partido alcanzó el mínimo de 44 escaños para la mayoría, lo que dio lugar al primer gobierno en minoría desde 1953. 

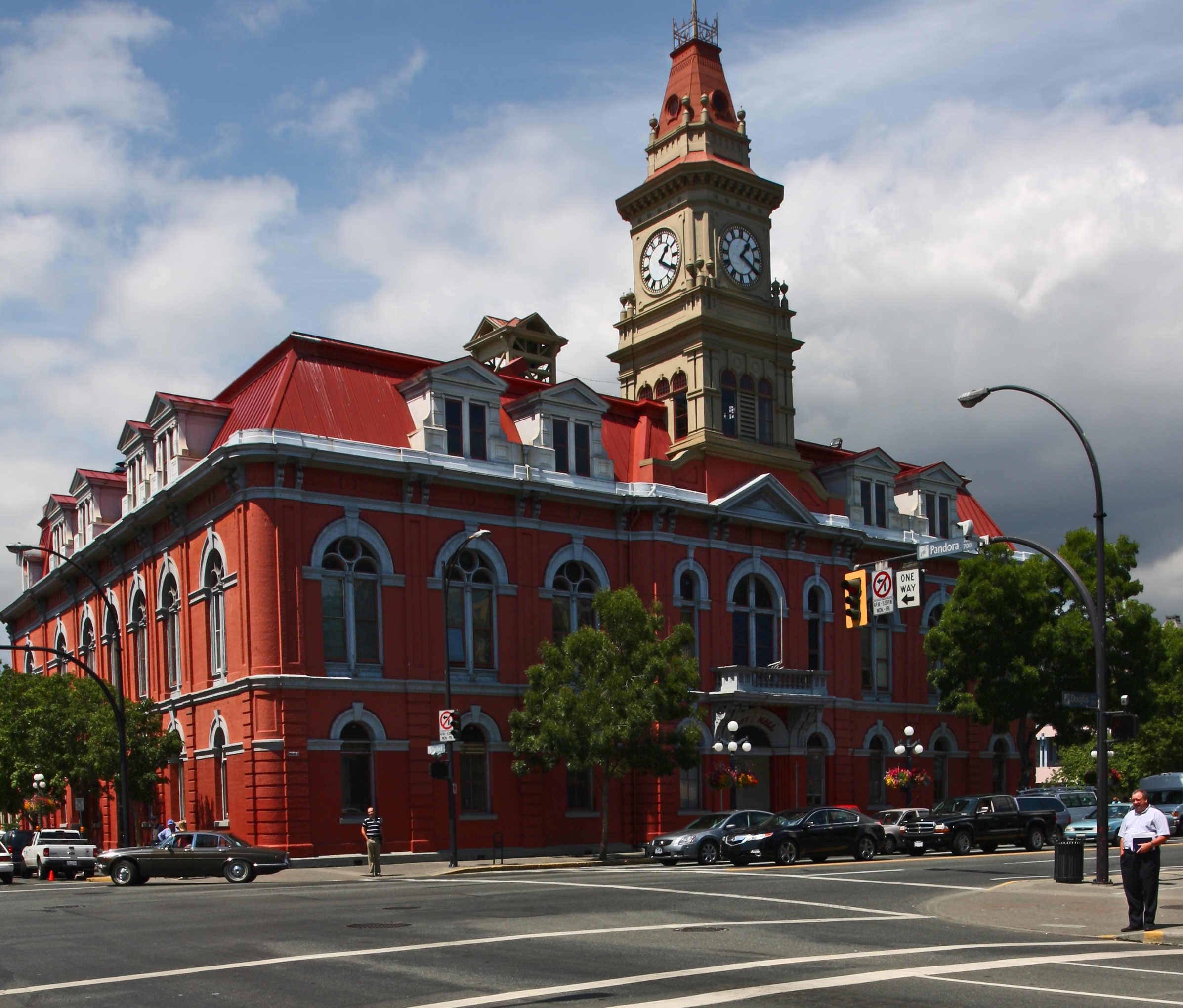
Sede del Gobierno Municipal de Victoria

Tras las elecciones, los Verdes entablaron negociaciones tanto con los Liberales como con el NDP, y finalmente anunciaron que apoyarían un gobierno en minoría del NDP. Anteriormente, el Partido Liberal de Columbia Británica, de centro-derecha, gobernó la provincia durante 16 años, entre 2001 y 2017, y ganó las elecciones más aplastantes de la historia de Columbia Británica en 2001, con 77 de los 79 escaños. La legislatura se dividió más equitativamente entre los liberales y el NDP tras las elecciones provinciales de 2005 (46 escaños liberales de 79) y 2009 (49 escaños liberales de 85). El NDP y su predecesor, la Federación Cooperativa de la Commonwealth (CCF), han sido la principal fuerza de oposición a los partidos de derechas desde la década de 1930 y han gobernado con gobiernos mayoritarios en 1972-1975, 1991-2001 y desde 2020 (con un gobierno minoritario de 2017 a 2020).
El Partido Verde desempeña un papel más importante en la política de Columbia Británica que los partidos verdes en la mayoría de las demás jurisdicciones de Canadá. Tras un gran avance en las elecciones de 2001 (12,39%), el porcentaje de votos del partido descendió (2005 - 9,17%, 2009 - 8,09%, 2013 - 8,13%) antes de aumentar de nuevo hasta un máximo histórico del 16,84% en las elecciones de 2017.

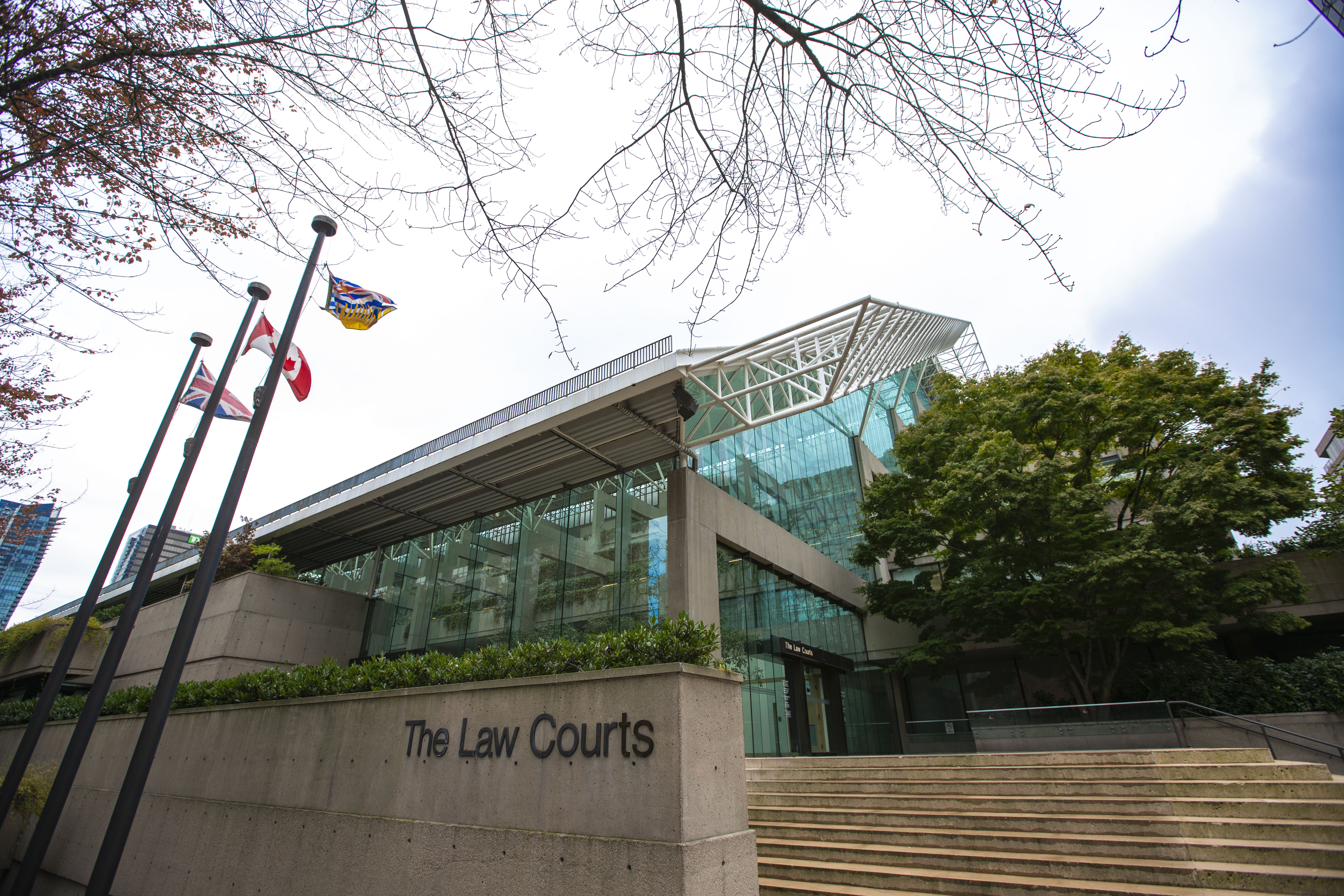
Corte provincial de la Columbia Británica

El Partido Liberal de Columbia Británica no está relacionado con el Partido Liberal federal y no comparte la misma ideología. En su lugar, el Partido Liberal de Columbia Británica es una coalición bastante diversa, formada por los restos del Partido de Crédito Social, muchos liberales federales, conservadores federales y aquellos que de otro modo apoyarían a partidos de centro-derecha o de libre empresa. En 2022, Kevin Falcon fue elegido líder de los Liberales de Columbia Británica, prometiendo cambiar el nombre del partido en un esfuerzo por distanciarse de sus homólogos federales. En 2023, el partido pasó a llamarse BC United. Históricamente, ha sido habitual la presencia de terceros partidos en la asamblea legislativa (incluidos los propios liberales de 1952 a 1975); el Partido Verde de Colombia Británica es el actual tercer partido en Colombia Británica, con tres escaños en la asamblea legislativa.
Antes del ascenso del Partido Liberal, el principal partido político de Colombia Británica era el Partido de Crédito Social de Colombia Británica, que gobernó la provincia durante 20 años. Aunque compartían cierta ideología con el posterior gobierno liberal, eran más de derechas, aunque emprendieron la nacionalización de varios monopolios importantes, sobre todo BC Hydro y BC Ferries.
Colombia Británica es conocida por tener sindicatos políticamente activos que tradicionalmente han apoyado al NDP o a su predecesor, el CCF.

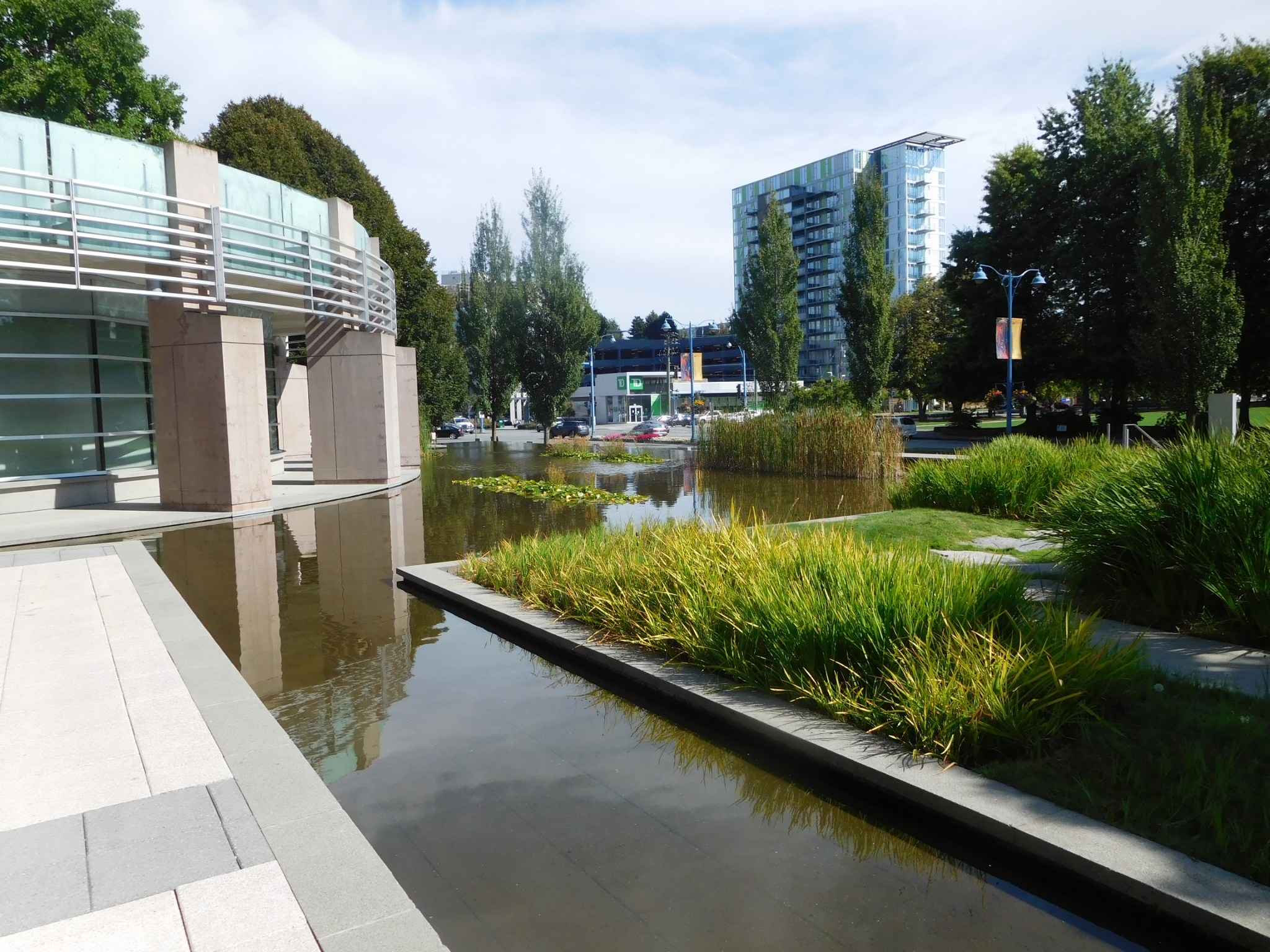
Sede del Ayuntamiento o alcaldía de Richmond

La historia política de Colombia Británica se caracteriza por el escándalo y un elenco de personajes pintorescos, comenzando con varios escándalos de tierras de la época colonial y abusos de poder por parte de los primeros funcionarios (como los que llevaron a la Guerra de McGowan en 1858-59). Entre los escándalos más notables de los años del Crédito Social figuran el asunto Robert Bonner y el escándalo de Fantasy Gardens, que obligó al primer ministro Bill Vander Zalm a dimitir y puso fin a la era del Crédito Social. 
Los escándalos del NDP incluyeron el Bingogate, que derribó al primer ministro del NDP Mike Harcourt, y el supuesto escándalo llamado Casinogate que llevó al primer ministro del NDP Glen Clark a dimitir. Diversos escándalos salpicaron al gobierno liberal de 2001-2017, entre ellos la detención del primer ministro Gordon Campbell por conducir ebrio en Maui y la dimisión de varios ministros del gabinete por acusaciones de conflicto de intereses. Una redada en los edificios del Parlamento el 28 de diciembre de 2003 en Victoria, incluida la Oficina del primer ministro, se saldó con cargos únicamente para ayudantes ministeriales, aunque dimitieron miembros clave del gabinete de la época. Finalmente, Campbell dimitió a finales de 2010 debido a la oposición al plan de su gobierno de introducir un Impuesto Armonizado sobre las Ventas (HST) y fue sustituido por Christy Clark como premier en las elecciones a la jefatura de gobierno de los liberales de Colombia Británica de 2011.
Columbia Británica está infrarrepresentada en el Senado de Canadá, lo que llevó a la primera ministra Christy Clark a negarse a cooperar con las reformas del Gobierno federal para que los nombramientos en el Senado se hicieran basándose en las recomendaciones de un consejo asesor que utilizaría criterios no partidistas.
Horas después de que ese plan fuera presentado en Ottawa el 3 de diciembre de 2015, Clark emitió un comunicado en el que afirmaba que «no abordaba lo que ha estado mal en el Senado desde el principio».
El desequilibrio en la representación en esa Cámara es evidente si se tiene en cuenta el tamaño de la población. Los seis senadores de Columbia Británica son sólo uno por cada 775.000 habitantes, frente a uno por cada 75.000 en la Isla del Príncipe Eduardo, que tiene cuatro senadores.Nueva Escocia y Nuevo Brunswick tienen mucha menos población que Columbia Británica, pero cada una tiene diez senadores, según un resumen de Global News. Para corregir este desequilibrio haría falta una enmienda constitucional, pero es poco probable que las provincias atlánticas la apoyen.

### Elecciones
Las elecciones al órgano legislativo unicameral de la provincia canadiense de Columbia Británica, la Asamblea Legislativa de Columbia Británica, se celebran cada cuatro años. Las fechas fijas de las elecciones a la Asamblea Legislativa de Columbia Británica, que se celebran cada cuatro años, se instituyeron en 2002, tras la aprobación en 2001 de la Ley de Enmienda de la Constitución (Fechas Fijas de Elecciones). La fecha de las elecciones ordinarias para la Asamblea Legislativa está fijada para el tercer sábado de octubre del cuarto año calendario después de la elección anterior, con la próxima elección programada para el 21 de octubre de 2028 o antes.
El número de escaños ha aumentado con el tiempo, de 25 en las primeras elecciones de 1871 a los 87 actuales.
En cada elección desde 1871 hasta 1986 se elegía a una parte de los diputados en circunscripciones plurinominales, normalmente de dos miembros. Los votantes de estas circunscripciones tenían tantos votos como escaños (votación en bloque) y, por lo general, el partido con más simpatizantes en la circunscripción ocupaba todos los escaños, sin dejar representación a los demás. Por lo general, esto ayudaba a garantizar que el gobierno en el poder se hiciera con el mayor número de escaños. (También hace que el «voto popular», los votos emitidos, no reflejen realmente el sentir de los votantes, debido a que algunos votantes emiten dos (o más votos) y otros sólo uno).
Hasta las elecciones de 1903, la política de Colombia Británica era oficialmente apartidista: los partidos políticos no formaban parte del proceso oficial. Uno de los primeros partidos que se hizo notar en la política de Colombia Británica, el Partido Nacionalista, propugnaba el «nacionalsocialismo», basado en los escritos de Edward Bellamy, y favorecía la nacionalización de la industria. Su candidato, Robert Macpherson, fue elegido diputado en 1894 y 1898.
El apartidismo general cambió en las elecciones de 1898 y 1900 con la inclusión oficial de los candidatos de los partidos, y los partidos políticos federales fueron reconocidos en las elecciones provinciales de 1903. Las primeras elecciones celebradas según criterios partidistas (1903-1941) fueron disputadas principalmente por el Partido Conservador (que ganó cinco elecciones durante este periodo) y el Partido Liberal (que ganó seis elecciones).
Durante tres legislaturas, durante la Segunda Guerra Mundial e inmediatamente después, la legislatura fue gestionada por un gobierno de coalición entre los conservadores y los liberales. El Partido de Crédito Social dominó las elecciones de 1952 a 1986, ganando once de las doce elecciones (la única excepción fue una victoria del NDP). Desde 1986, la política provincial ha estado dominada por el Nuevo Partido Democrático (NDP), que ganó las dos elecciones celebradas en la década de 1990, y por el Partido Liberal, que ganó las elecciones de 2001 y las tres siguientes.
Desde 2017, el Gobierno está formado por el NDP. De 2017 a 2020, el NDP formó un gobierno en minoría con un acuerdo de confianza y suministro con el Partido Verde. Tras las elecciones de 2020, el NDP formó un gobierno mayoritario.
Las elecciones contemporáneas en Columbia Británica utilizan un sistema relativamente único para manejar los votos en ausencia. Mientras que todas las jurisdicciones en Canadá permiten el voto en ausencia mediante comunicación anticipada con la agencia electoral federal o provincial correspondiente, Colombia Británica es única al permitir el voto en ausencia el mismo día en cualquier centro electoral de la provincia; sin embargo, los votos así emitidos no se cuentan localmente la noche de las elecciones, sino que se envían a la circunscripción de origen del votante y se cuentan dos semanas después del día de las elecciones.
Un efecto importante de esto es que una carrera particularmente estrecha, como el margen de nueve votos que inicialmente separó a los principales candidatos en Courtenay-Comox en las elecciones de 2017, puede no tener un ganador declarado oficialmente hasta que los votos por correo se hayan contado en la fecha posterior; también, debido a que el voto por correo tiende a favorecer al Nuevo Partido Democrático en lugar del Partido Liberal,  un distrito estrechamente ganado por los liberales tiene una mayor probabilidad de ser volteado por los votantes por correo que una estrecha victoria del NDP.
El sistema existe tanto para servir a los trabajadores de la zona metropolitana de Vancouver, donde la obligación de votar en casa a menudo obligaba a los distritos suburbanos a hacer frente a repentinas aglomeraciones de votantes tardíos al final del día, que sobrepasaban la hora de cierre de las urnas y retrasaban el recuento de los resultados en esas zonas, como porque la provincia tiene una proporción mucho mayor de lo normal de personas que trabajan fuera de casa durante largos periodos en lugares remotos con recursos naturales.

## Economía
Columbia Británica tiene una economía basada en gran medida en sus recursos naturales, principalmente la madera y la minería. El empleo en el sector agrícola ha ido decreciendo, y nuevos puestos de trabajo son creados en su mayoría por el sector de la construcción y los servicios. Su industria cinematográfica es la más grande de Canadá y la tercera del continente, solo superada por Los Ángeles y Nueva York. Incluso su ciudad más importante, Vancouver, es conocida internacionalmente como la Hollywood del Norte.
La actividad económica relacionada con la minería, en particular, ha fluctuado ampliamente con los cambios en los precios de los productos básicos a través del tiempo, con costes documentados para la salud de la comunidad. Los productos mineros más importantes producidos por la provincia son el cobre, oro, plata, plomo, zinc, molibdeno, carbón, petróleo y gas natural
El PIB de la Columbia Británica es el cuarto más grande en Canadá. En 2008 alcanzó 197.93 mil millones de dólares canadienses, mientras que su PIB per cápita fue de C $ 45.150, muy cerca de la media total de Estados Unidos.

### Impuestos
Los impuestos sobre las ventas en Colombia Británica son el impuesto sobre bienes y servicios (GST) y el impuesto provincial sobre las ventas (PST).
Los impuestos sobre el consumo se recaudan en Columbia Británica desde la introducción del impuesto provincial sobre las ventas (PST) el 1 de julio de 1948, como parte de la Ley del Impuesto sobre Servicios Sociales (Social Service Tax Act). Las ventas en la provincia también están sujetas al impuesto federal sobre bienes y servicios (GST) desde su introducción el 1 de enero de 1991.
El 1 de julio de 2010, el PST y el GST se combinaron en el HST, recaudado de acuerdo con las disposiciones del GST. La conversión al HST fue controvertida; la oposición popular condujo a un referéndum sobre el sistema fiscal, el primero de este tipo en la Mancomunidad de Naciones, lo que dio lugar a que la provincia volviera al antiguo modelo PST/GST el 1 de abril de 2013.
Los impuestos sobre las ventas que se recaudan en la provincia son el PST del 7% y el GST del 5% por separado, a partir de abril de 2013.
El antiguo impuesto provincial sobre las ventas de Colombia Británica (BC PST) se introdujo el 1 de julio de 1948 como parte de la Ley del Impuesto sobre Servicios Sociales, y se fijó inicialmente en el 3%, aunque posteriormente se elevó al 7%. El PST gravaba la mayoría de los bienes y algunos servicios. La principal diferencia entre el impuesto nacional sobre bienes y servicios (GST) y el PST de BC era su base imponible, ya que el impuesto GST se recaudaba independientemente de si el bien o servicio era para «uso final» o no.
Las exenciones fiscales incluían: alimentos no elaborados, restaurantes, carburantes, ropa y calzado infantil, bienes adquiridos para reventa o exportación, bienes utilizados en la fabricación o producción de un producto de uso final, servicios jurídicos, masajes terapéuticos, vitaminas, servicios de reparación y taxis.
Cuando un bien o servicio no está sujeto al PST, no es necesaria una exención específica en la legislación. Al igual que ocurría con el antiguo IVA, con el nuevo IVA no están sujetas al impuesto las ventas de bienes inmuebles, como viviendas o locales comerciales; las entradas, inscripciones y afiliaciones; los servicios profesionales (excepto los jurídicos); y las tarifas de transporte (autobús, tren, transbordador, avión, etc.).
La recaudación del PST se estimó en 5.087 millones de dólares en el ejercicio fiscal 2009/2010, de los cuales unos 2.000 millones fueron pagados directamente por el sector empresarial. Los ingresos del PST representaron alrededor del 13% de los ingresos totales de la provincia, que se presupuestaron en 38.812 millones de dólares.
El Impuesto Armonizado sobre las Ventas (HST) era un impuesto sobre el valor añadido que combinaba una parte federal del 5% y una parte provincial del 7% en un impuesto que se pagaba en casi todas las compras de bienes y servicios. El HST entró en vigor el 1 de julio de 2010 en medio de la polémica entre los ciudadanos de Columbia Británica. El 23 de julio de 2009, el Gobierno liberal de Columbia Británica anunció su intención de sustituir el PST por un HST, combinando el GST con un impuesto provincial que siguiera las mismas reglas que el GST Si el HST se hubiera aprobado en referéndum, los liberales de Columbia Británica afirmaron que lo habrían reducido al 10% en 2014.
Los liberales en el gobierno sostenían que, aunque el PST era un impuesto minorista, el sector empresarial también estaba sujeto a un PST del 7% sobre la mayoría de sus insumos; las empresas de CB se encontraban en desventaja competitiva frente a las de otras jurisdicciones no sujetas a una fiscalidad similar.
Los liberales argumentaron que transferir este impuesto al consumidor favorecía tanto la exportación como la inversión en productividad. Un estudio del gobierno federal conservador consideraba que se trataba de un método impositivo más eficaz; los sectores de servicios intensivos en mano de obra (como peluquerías o servicios de hostelería), en los que los insumos son marginales, se verían desfavorecidos.
Algunas personas creían que el HST generaría muchos más ingresos, ya que, mientras que los ingresos del PST se estimaban en 5.083 millones de dólares para 2009/2010, varias fuentes coincidían y calculaban unos ingresos del 5% del GST para Colombia Británica de unos 5.000 millones de dólares (o una base imponible de unos 100.000 millones de dólares tras la actual exención del GST relativa al sector público) Se sugería que, dado que la mayoría de las ventas sujetas al GST estarían sujetas al HST (al 7% para los ingresos del HST de Colombia Británica), estos ingresos podrían multiplicarse por 7%/5% para calcular los ingresos brutos del HST de Columbia Británica. Si la base imponible fuera más o menos la misma, se obtendrían unos 7.000 millones de dólares de ingresos por el impuesto.
No se tuvo en cuenta el pago adicional de transición de 1.600 millones de dólares proporcionado por el gobierno federal como consecuencia de la adopción del HST, ni el ahorro en costes de recaudación, estimado en 30 millones de dólares.
Según las previsiones del Gobierno de la Columbia Británica, los ingresos brutos por el IVA de la Columbia Británica en 2011/12 habrían sido de 6.920 millones de dólares. Después de varios reembolsos, los ingresos netos del IVA en Colombia Británica habrían sido de 5.380 millones de dólares, lo que supone 410 millones de dólares más que los ingresos previstos del IVA en Colombia Británica (4.970 millones de dólares) si no hubiera reforma. Sin embargo, el gobierno de Colombia Británica argumentó que la diferencia de 410 millones de dólares se devolvería a los residentes a través de las reducciones del impuesto sobre la renta personal relacionadas con el HST en forma de crédito por el HST de Colombia Británica y el aumento del importe personal básico. Por tanto, el impacto fiscal global de la armonización en los hogares de Columbia Británica era supuestamente neutro.

## Demografía

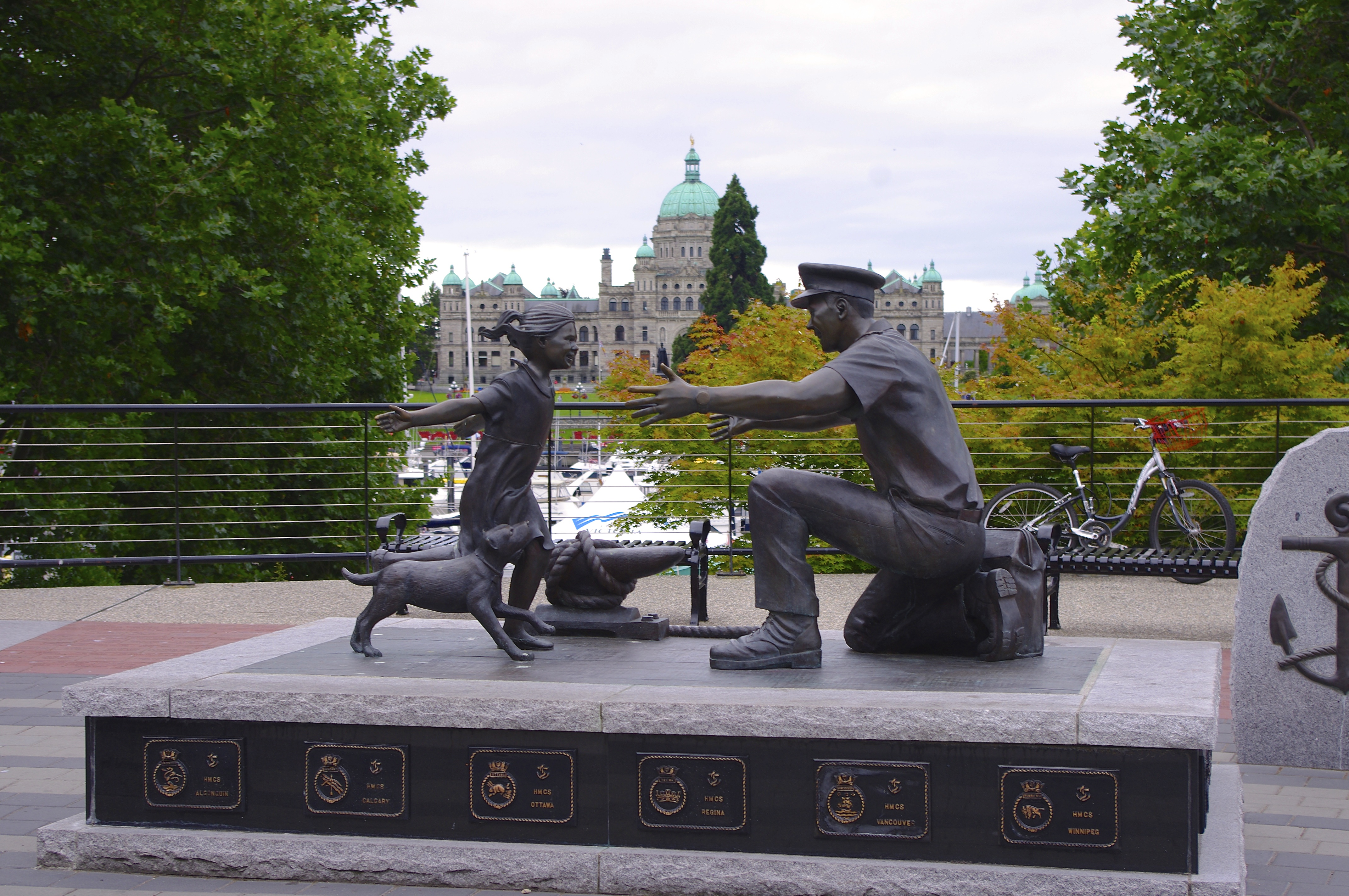
Victoria, capital provincial.

La población es multiétnica, aunque con una mayoría de canadienses descendientes de ingleses, escoceses, irlandeses, franceses, y una amplia minoría de indígenas iroqueses (4,75 %) (y algunos otros indígenas locales de los grupos atabascano, wakash, salish, Haida y tlingit). Debido a la fuerte inmigración que se registra desde la década de 1970, los asiáticos, son la minoría de mayor peso demográfico, sobre todo en el área de Lower Mainland, siendo las comunidades de chinos, japoneses, filipinos y coreanos las más abundantes. La comunidad de indios tiene una población considerable, especialmente en la ciudad de Surrey y en el Sur de Vancouver.
Existen también otros grupos étnicos europeos de primera y segunda generación, entre los que destacan: alemanes, escandinavos, yugoslavos e italianos.
Recientemente, la inmigración de latinoamericanos ha aumentado un 8.7 %, sobre todo de mexicanos,[cita requerida] centroamericanos, colombianos y venezolanos.
La población de la Columbia Británica es:

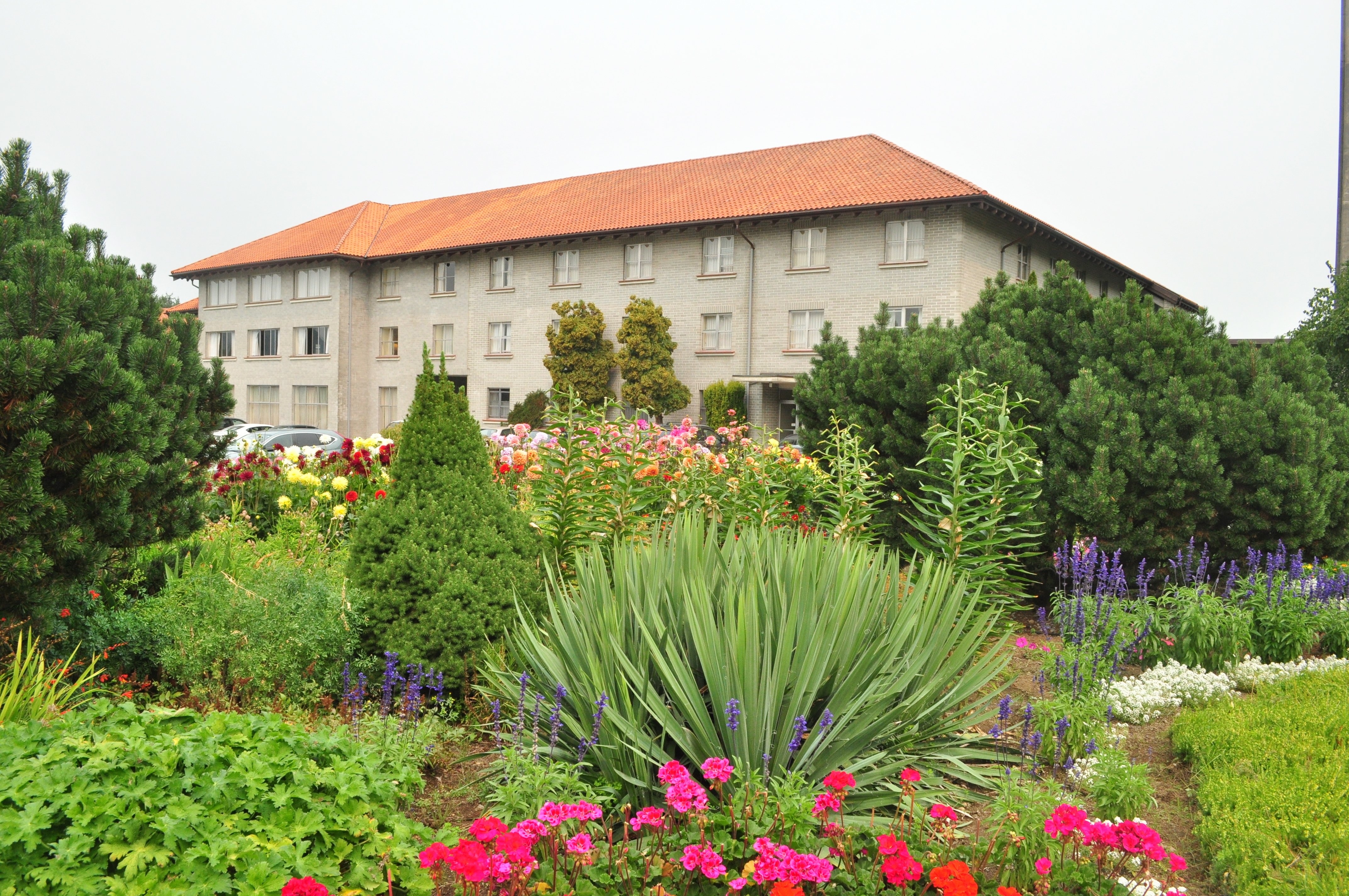
Seminario de Cristo Rey en la Abadía de Westminster en la Columbia Británica

- Británica: (45.7 %)
- Francesa: (16.9 %)
- Hispana: (13.5 %)
- Irlandesa: (3.2 %)
- Hebrea: (porcentaje desconocido)
- Árabe: (0.09 %)
- Portuguesa: (5.3 %)
- Alemana: (1.3 %)
- Danesa: (0.21 %)
- Seminario de Cristo Rey en la Abadía de Westminster en la Columbia BritánicaOtros (2.23 %)

### Religión
El 36 % de la población de Columbia Británica no profesa ninguna religión, el 31 % son protestantes de diversas denominaciones y un 17 % son católicos. El resto se adscribe a otras religiones, como muestran los datos extraídos del censo de 2001.
Hacia el 2001 el sijismo (3,5%), el budismo (2,2%), el islam (1,5%), el hinduismo (0,8%), y el judaísmo (0,5%) constituyen las minorías religiosas.

## Educación

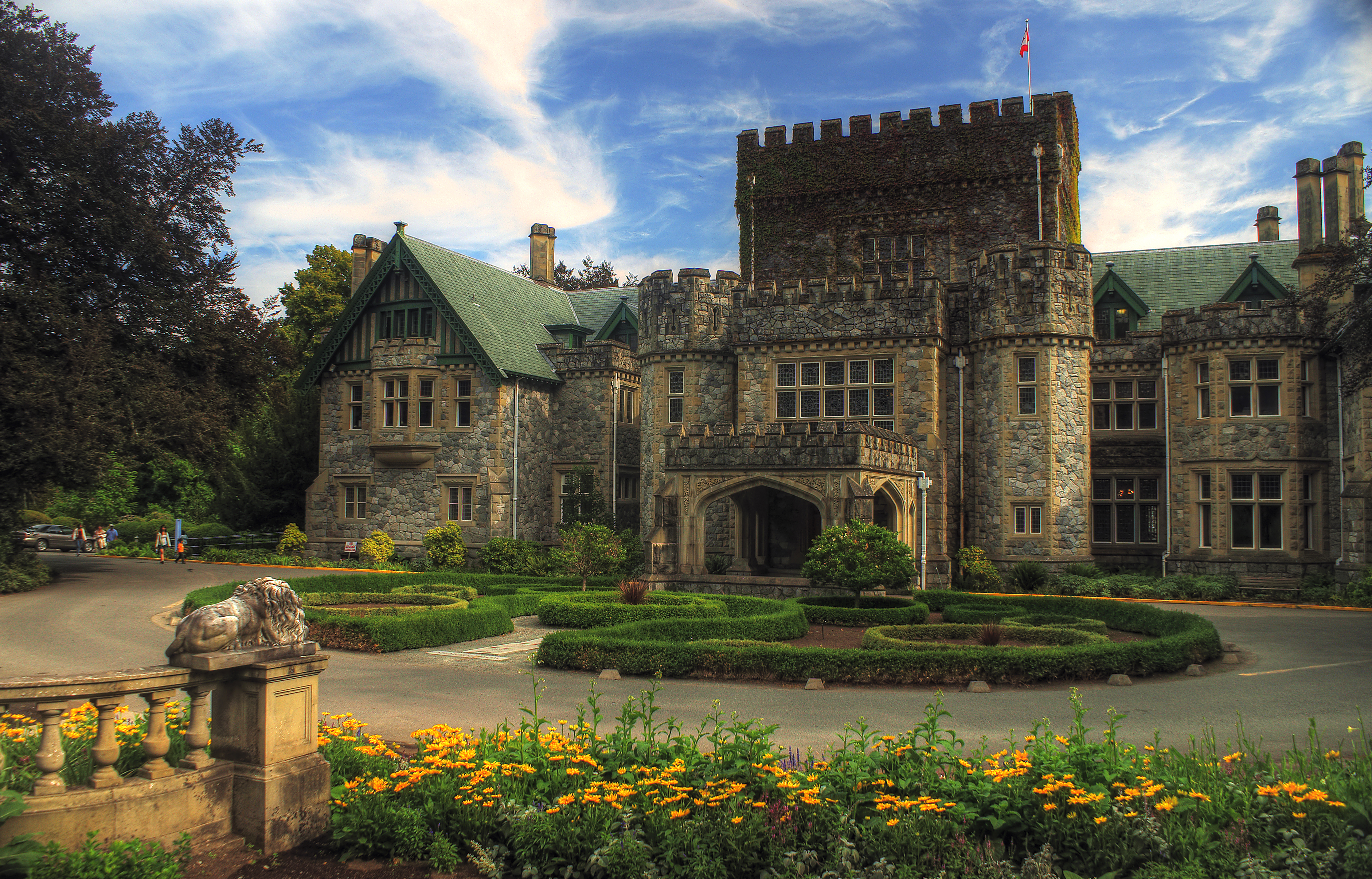
Castillo de Hatley en el campus de la Universidad Royal Roads

Columbia Británica tiene un sistema educativo integral formado por escuelas públicas y escuelas independientes supervisadas por el Ministerio de Educación provincial. El sistema escolar público está dividido en 59 distritos escolares anglófonos y un distrito escolar francófono, el Conseil scolaire francophone de la Colombie-Britannique (consejo escolar francófono de Colombia Británica), que gestiona escuelas públicas francófonas en toda la provincia. Los distritos escolares anglófonos están gobernados por administradores de consejos escolares elegidos directamente por los residentes del distrito escolar. Aunque el 86% de los estudiantes están matriculados en el sistema escolar público, Colombia Británica tiene uno de los porcentajes más altos de matriculación en escuelas independientes entre las provincias canadienses, con un 14% de la población estudiantil, debido a su modelo de financiación relativamente generoso; la mayoría de las escuelas independientes reciben el 50% de la financiación operativa que sus homólogas públicas reciben del gobierno. Un porcentaje muy pequeño (menos del 1%) de los alumnos se educan en casa.

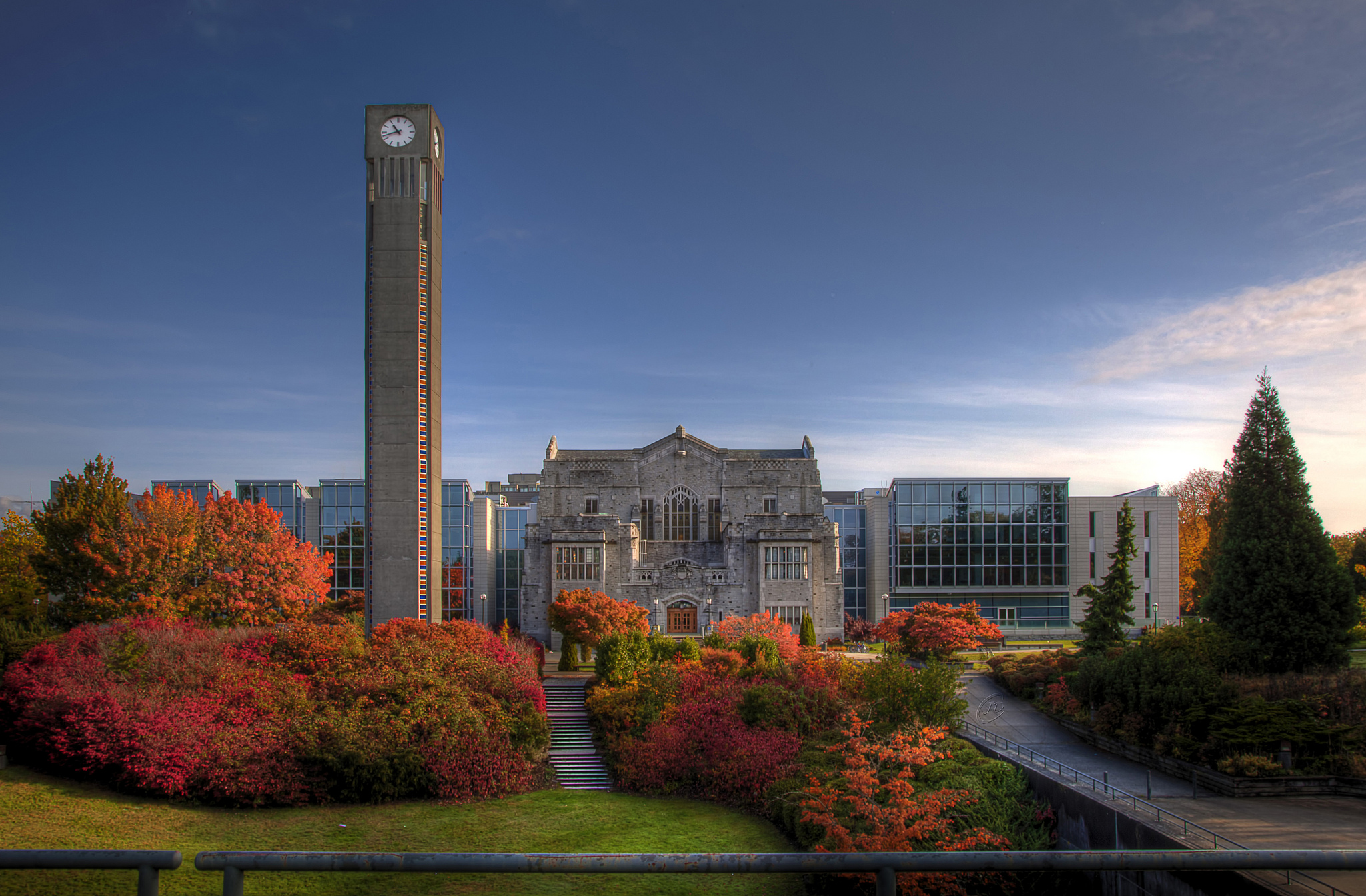
Biblioteca Irving K. Barber y la Torre del Reloj de Ladner

Como en la mayoría de las provincias canadienses, la educación es obligatoria de los 6 a los 16 años (cursos 1.º a 10.º), aunque la inmensa mayoría de los alumnos permanecen en la escuela hasta que terminan el bachillerato (12.º curso) a los 18 años. Para graduarse con un certificado de graduación, conocido como Diploma Dogwood en BC, los estudiantes deben cursar un mínimo de 80 créditos de curso durante los grados 10 a 12. Estos créditos incluyen una variedad de cursos obligatorios y obligatorios. Estos créditos incluyen una serie de asignaturas obligatorias (por ejemplo, lengua y literatura, estudios sociales, matemáticas y ciencias), así como asignaturas optativas.
El rendimiento académico en Colombia Británica es relativamente bueno, aunque ha disminuido en los últimos años según algunos indicadores. En 2020, el 86 por ciento de los estudiantes de Colombia Británica se graduaron de la escuela secundaria dentro de los seis años de haber ingresado al grado 8. De acuerdo con los puntajes del Programa para la Evaluación Internacional de Estudiantes (PISA) de 2018, los estudiantes de Colombia Británica obtuvieron el segundo puntaje más alto en capacidad de lectura, el cuarto más alto en destreza matemática y el cuarto más alto en conocimiento científico de las 10 provincias canadienses, aunque estos puntajes han disminuido significativamente desde las evaluaciones de 2000 y 2015.

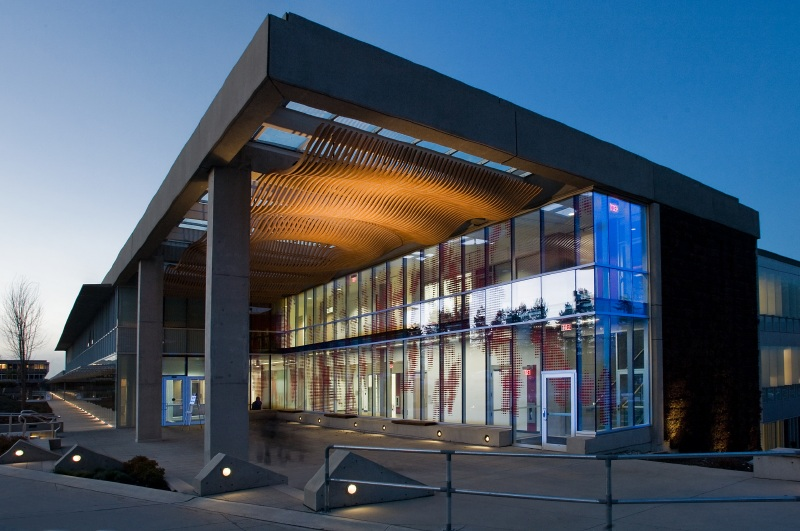
Facultad de Ciencias de la Salud de la Universidad Simon Fraser

La educación superior en Colombia Británica es impartida por 25 instituciones financiadas con fondos públicos que se componen de once universidades, once colegios y tres institutos. A esto se suman tres universidades privadas, cinco colegios privados y seis colegios teológicos. También hay un extenso número de institutos y colegios profesionales privados. Más de 297 000 estudiantes se inscribieron en instituciones postsecundarias en Colombia Británica en el año académico 2019-2020.
Cada una de las instituciones postsecundarias de la provincia establece sus propios requisitos de admisión. Por lo general, para la admisión a los programas es necesario graduarse con éxito de la escuela secundaria, con los prerrequisitos académicos requeridos. Pueden tener especial consideración los solicitantes mayores de edad, los aborígenes y las personas con discapacidad. La información sobre admisiones y requisitos previos está disponible en la oficina de registro de cada institución. ApplyBC.ca (antes PASBC) era un portal de solicitudes para todo el sistema (desarrollado por BCcampus, una organización financiada con fondos públicos cuya función es apoyar la educación superior proporcionando liderazgo en el uso de las Tecnologías de la Información y la Comunicación, que permite solicitar la admisión.
En 2015, el Ministerio de Educación Avanzada, Habilidades y Formación (AEST) inició un diálogo con el sector postsecundario público para explorar una plataforma común de solicitud en línea para los estudiantes que solicitan la educación postsecundaria pública en BC, similar a las utilizadas en otras jurisdicciones. EducationPlannerBC ha sustituido a ApplyBC.ca como nuevo portal común de solicitud en línea para las universidades de Colombia Británica.

### Universidades
Hay varias instituciones públicas y privadas en la provincia de la Columbia Británica. La ciudad de Vancouver es la que mayor oferta educativa ofrece, pero también existen otros puntos como Victoria o Kelowna con universidades de renombre.

#### En Vancouver
- Universidad de Columbia Británica
- Universidad Simon Fraser
- Capilano University
- Emily Carr University of Art and Design

#### En Victoria
- University of Victoria

#### En Kelowna
- University of British Columbia
- Okanagan College

#### En Prince George
- University of Northern British Columbia

#### En Colwood
- Royal Roads University

#### En Kamloops
- Thompson Rivers University

Existen también varias universidades privadas, destacando entre otras:

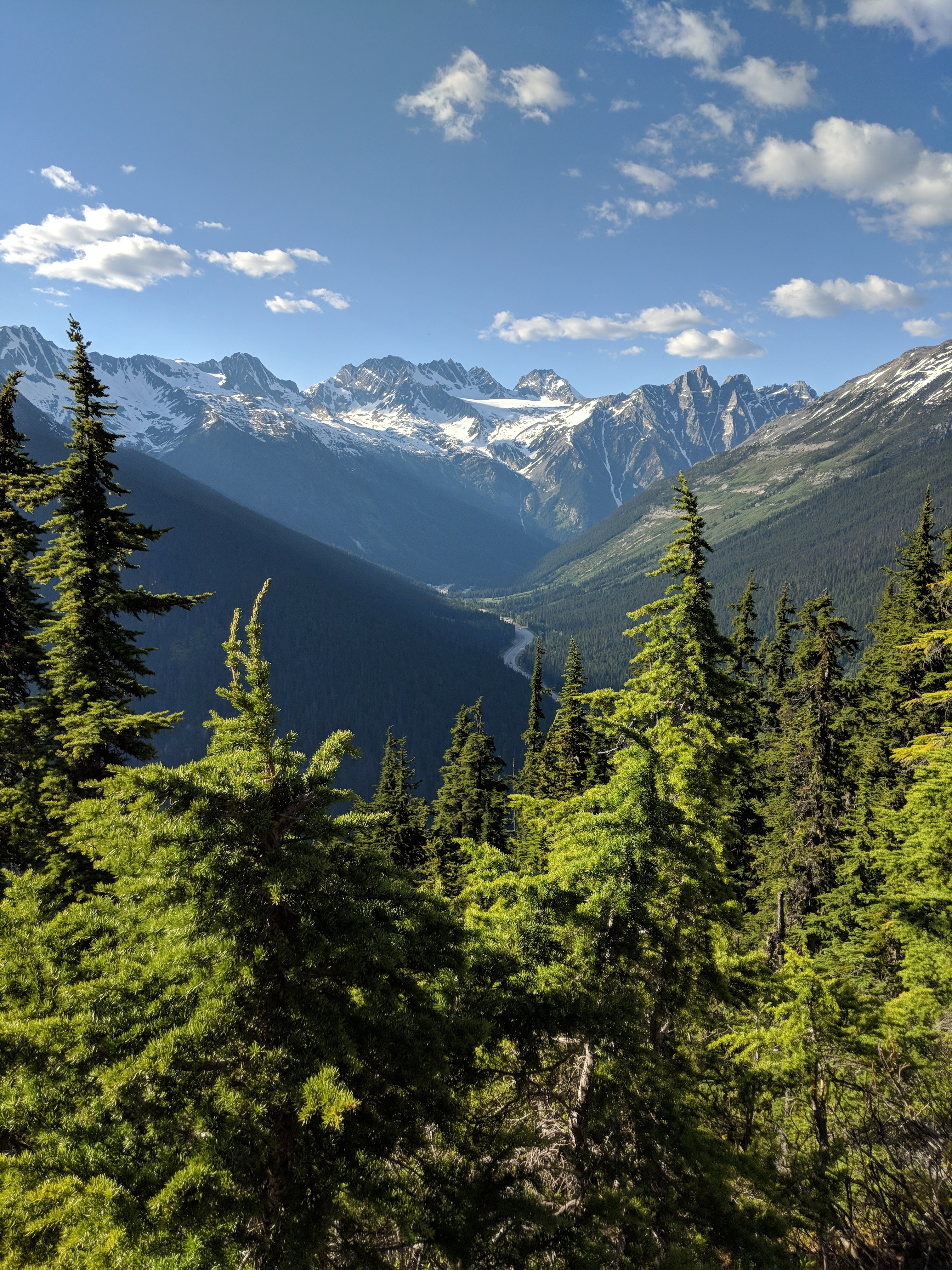
Parque nacional de los Glaciares

- Parque nacional de los GlaciaresTrinity Western University, en Langley.
- University Canada West, en Victoria.

## Parques y áreas protegidas
- Parque nacional de los Glaciares
- Reserva parque nacional Gulf Islands
- Parque nacional Gwaii Haanas y sitio patrimonial Haida
- Parque nacional Kootenay
- Parque nacional Mount Revelstoke
- Parque nacional de la Cuenca del Pacífico
- Parque nacional Yoho
- Parque natural Nairn Falls

## Transportes y telecomunicaciones
La geografía de Columbia Británica, en su mayor parte accidentada, ocasionó el desarrollo de diferentes sistemas de transporte a lo largo de la provincia. Las grandes cadenas montañosas presentes en la provincia, tornaron extremadamente difícil y cara la construcción de autopistas y vías férreas. En 1995, la provincia poseía cerca de 65,728 km de caminos en general, de los que más de la mitad estaban pavimentados.

La primera vía férrea transcontinental de Canadá, la Canadian Pacific Railway, fue inaugurada en 1885 en la provincia. El primer tren transcontinental llegó a Vancouver en 1887. Actualmente, en la Columbia Británica, existen cerca de 6,800 km de vías férreas. Vancouver es un gran polo ferroviario, a donde llegan productos de diferentes partes del oeste canadiense para el puerto y la ciudad. Vancouver es el centro portuario de mayor movimiento en Canadá.

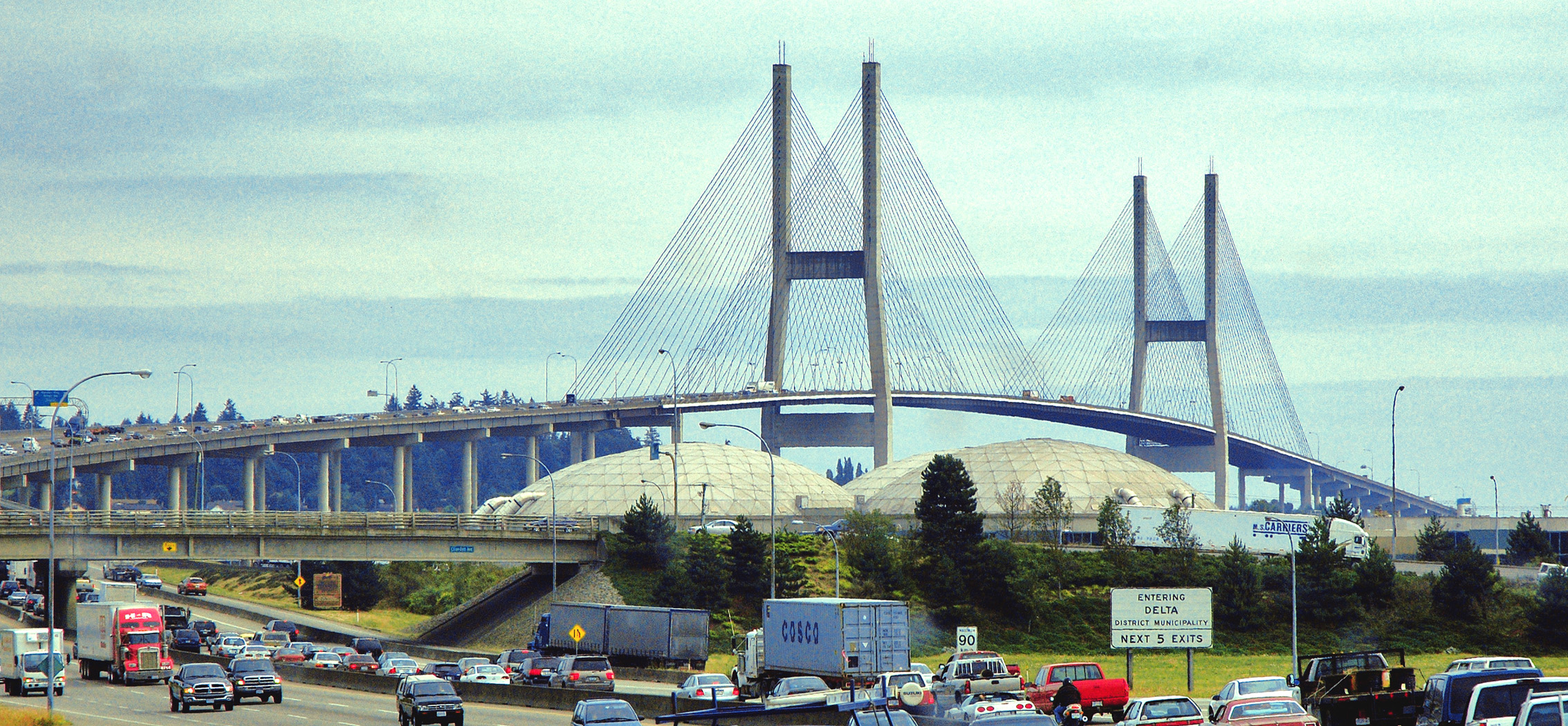
Puente Alex Fraser.

El Aeropuerto Internacional de Vancouver es el de mayor movimiento en Columbia Británica, con cerca del 90 % de todo el tráfico aéreo de la provincia; y, es el segundo de mayor movimiento en Canadá, en cuanto a pasajeros transportados, después del Aeropuerto Internacional de Toronto. La línea principal es Air Canada.
El primer periódico publicado en Columbia Británica fue el Victoria Gazette, en junio de 1858, en la ciudad de Victoria. Dejó de publicarse en noviembre de 1859. El periódico más antiguo publicado hasta nuestros días es el Daily Colonist, en Victoria, en diciembre de 1858. El Daily Colonist, se fusionó en 1980 con el Victoria Times para formar el actual Times-Colonist. Actualmente, son publicados cerca de 150 periódicos, de los cuales 16 son diarios.
La primera estación de radio de fue fundada en 1922, en Vancouver. La primera estación de televisión de la provincia se fundó el 16 de diciembre de 1953, también en Vancouver. Actualmente la provincia cuenta con 98 estaciones de radio, de las cuales 54 son AM y 44 estaciones son FM, y 8 estaciones de televisión. Las cadenas de televisión nacionales CBC Y CTV poseen repetidoras en ambas ciudades.

## Deporte

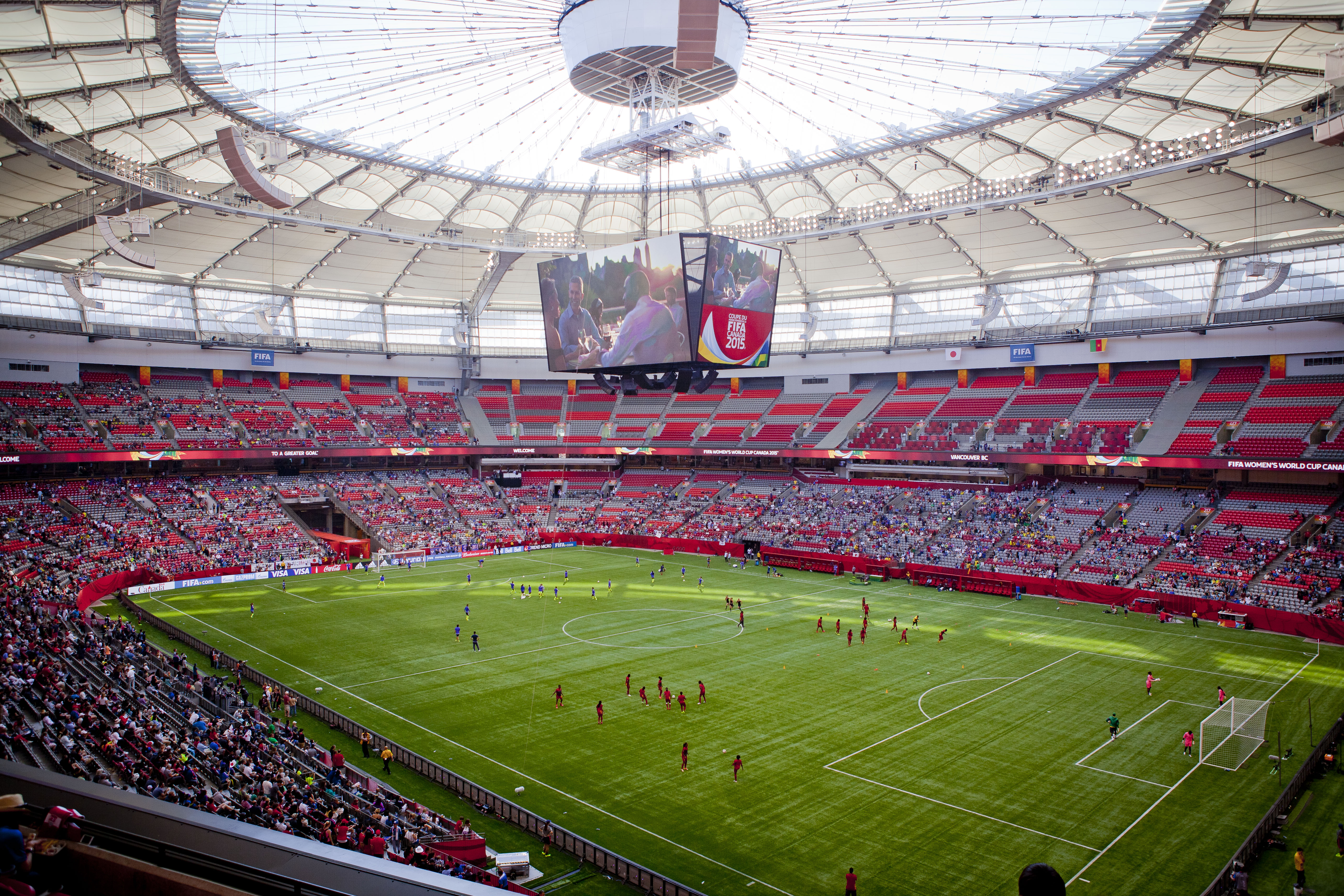
El Estadio BC Place tiene capacidad para 54.500 espectadores

Dada su variada orografía montañosa y sus costas, lagos, ríos y bosques, Columbia Británica se disfruta desde hace mucho tiempo con actividades como senderismo y acampada, escalada y montañismo, caza y pesca.
Los deportes acuáticos, tanto motorizados como no motorizados, se practican en muchos lugares. En la costa de la Columbia Británica, con sus fiordos, abundan las oportunidades para practicar kayak de mar. El rafting y el kayak son populares en muchos ríos del interior. También se practica la vela y el windsurf.
En invierno se practica el esquí de fondo y el telemark, y en las últimas décadas se ha desarrollado un esquí alpino de gran calidad en la cordillera de la Costa y las Rocosas, así como en las zonas meridionales de las tierras altas de Shuswap y las montañas de Columbia. El snowboard se ha hecho muy popular desde principios de los noventa. Las pruebas de descenso de los Juegos Olímpicos de Invierno de 2010 se celebraron en la zona de Whistler Blackcomb de la provincia, mientras que las pruebas de interior se realizaron en la zona de Vancouver.

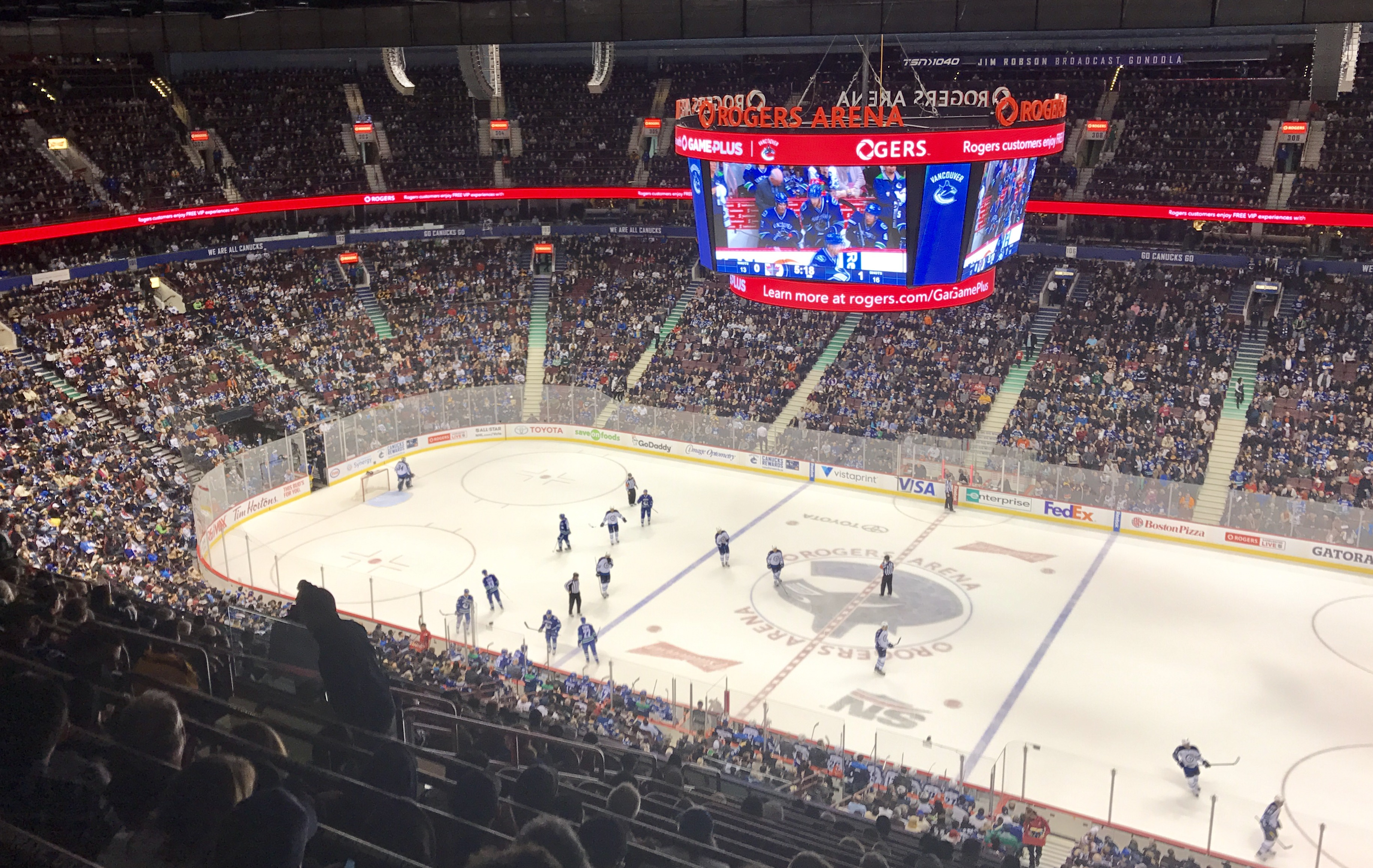
El Rogers Arena

En Vancouver y Victoria (así como en algunas otras ciudades) se han desarrollado oportunidades para corredores y ciclistas. El cicloturismo a campo traviesa es popular desde que hace muchos años apareció la bicicleta de diez velocidades. Desde la llegada de la bicicleta de montaña, más robusta, se han desarrollado para ellas senderos en lugares más agrestes y salvajes. Una encuesta realizada en 2016 en el sitio web mundial de ciclismo Pinkbike situó a Columbia Británica como el principal destino que los ciclistas de montaña desearían recorrer. Algunas de las antiguas vías de ferrocarril de la provincia se han reconvertido y conservado para practicar senderismo, ciclismo y esquí de fondo. El longboard también es una actividad popular debido a la geografía accidentada de la región.
Muchos británicos practican la equitación. En numerosas zonas de la provincia se han creado oportunidades para montar a caballo por senderos, a menudo en zonas especialmente pintorescas, para los turistas.

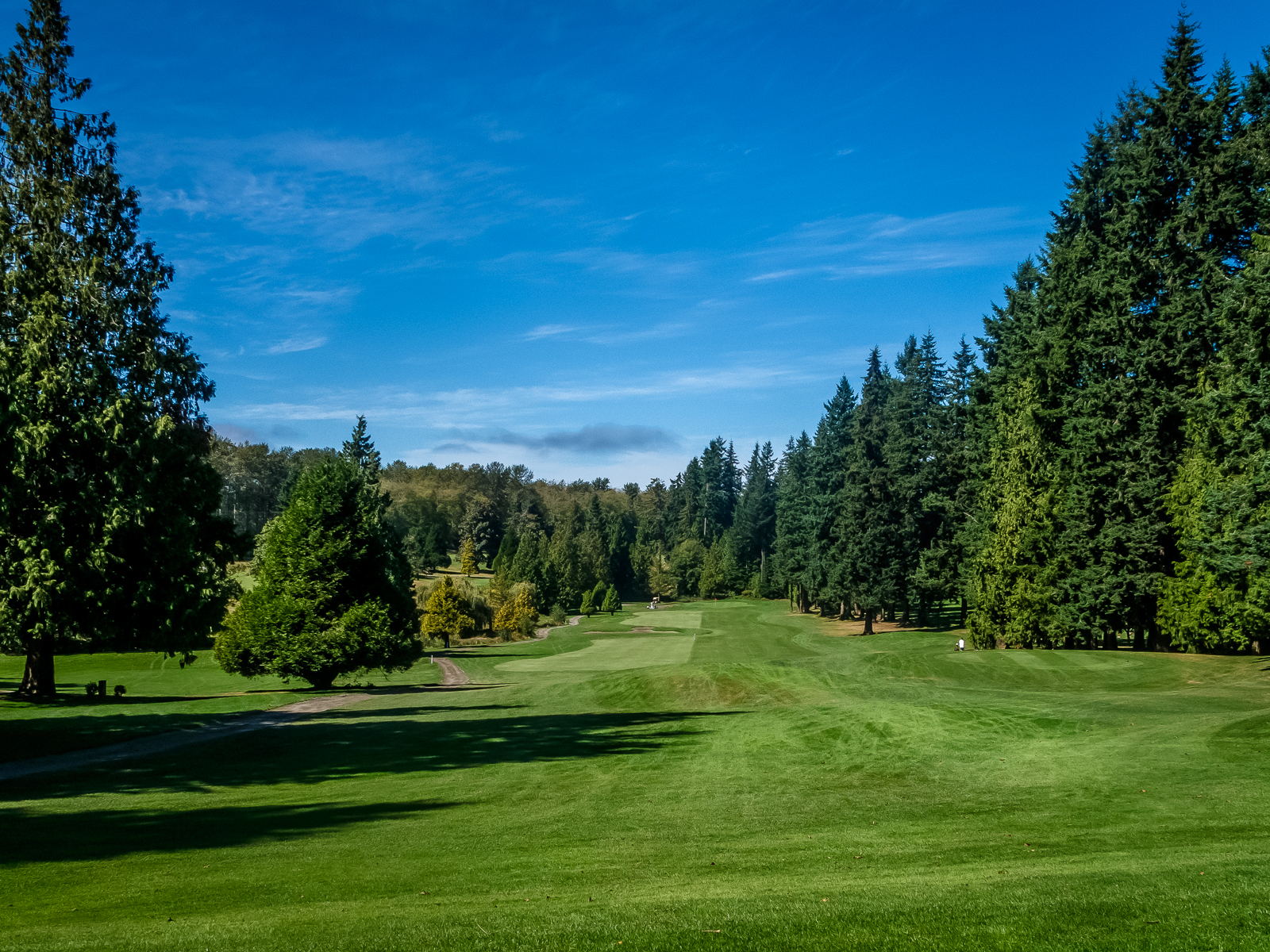
Un campo de Golf en Vancouver

Colombia Británica también tiene altos niveles de participación en muchos otros deportes, como golf, tenis, fútbol, hockey, fútbol canadiense, rugby, lacrosse, béisbol, softball, baloncesto, curling, disc golf, Ultimate y patinaje artístico. Colombia Británica ha producido muchos atletas destacados, especialmente en deportes acuáticos y de invierno.
En consonancia con el aumento del turismo y la mayor participación de los habitantes de Colombia Británica en diversas actividades recreativas, en las últimas décadas han proliferado los albergues, chalets, bed and breakfasts, moteles, hoteles, campamentos de pesca e instalaciones de acampada en parques.
En algunas zonas, hay empresas, sociedades sin ánimo de lucro o gobiernos municipales dedicados a promover el ecoturismo en su región. Varios agricultores de la Columbia Británica ofrecen a los visitantes combinar el turismo con el trabajo agrícola, por ejemplo, a través del programa WWOOF Canada.

## Cultura

### Artes visuales

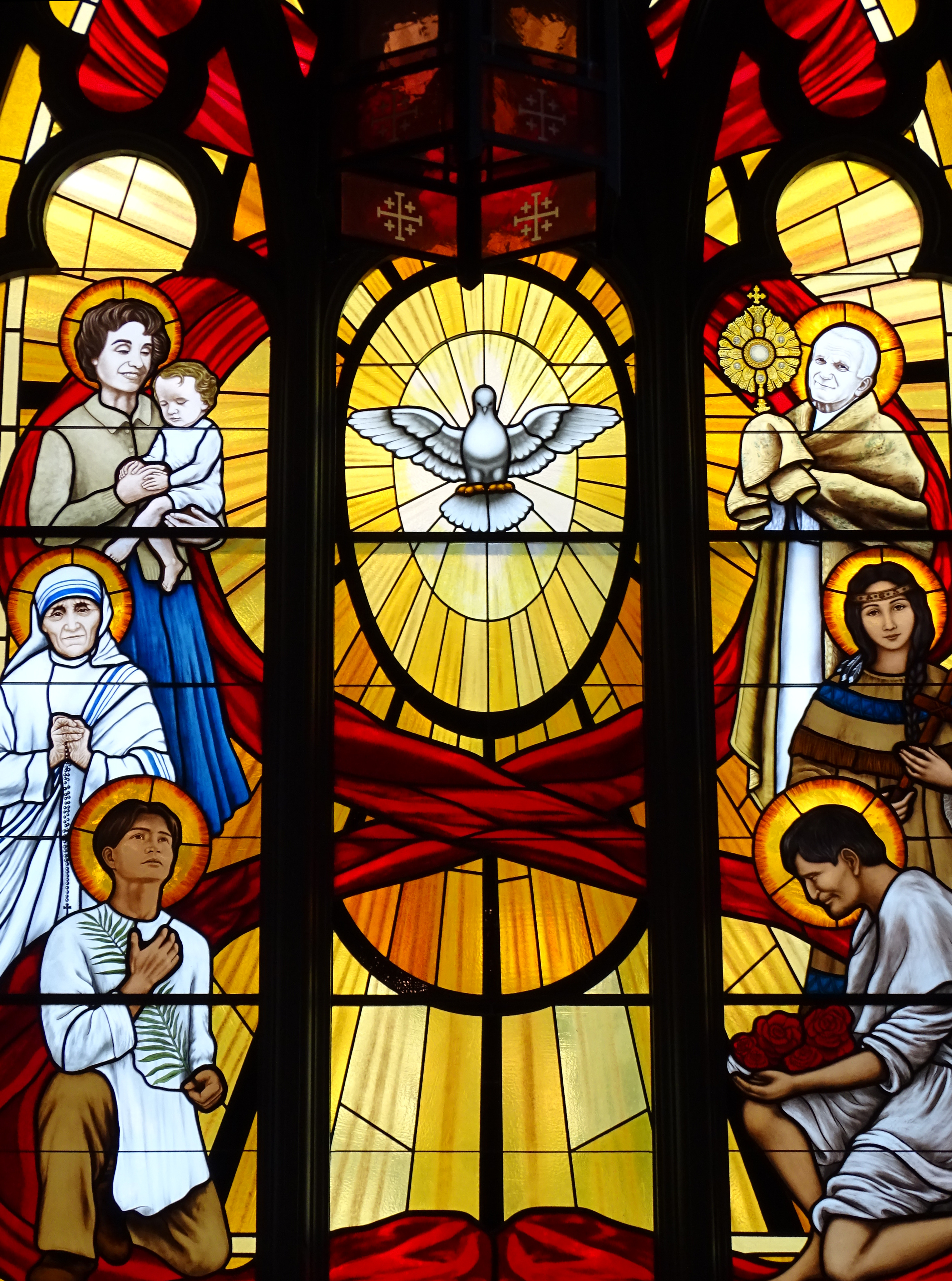
Vitral en la Catedral del Santo Rosario en Vancouver

Las primeras artes visuales conocidas producidas en el noroeste del Pacífico, y en lo que se convertiría en la Columbia Británica, fueron obra de Primeras Naciones como los Coast Salish, Haida, Heiltsuk y Tsimshian, entre otros. Este trabajo indígena se manifiesta sobre todo en la talla de madera, como se ve en los tótems, las máscaras de transformación y las canoas, así como en artes textiles como el tejido Chilkat y las mantas de botones. El arte indígena tradicional del noroeste del Pacífico se distingue por el estilo de la línea de forma, que se define como «líneas continuas, fluidas y curvilíneas que giran, se hinchan y disminuyen de una manera prescrita. Se utilizan para contornear figuras, elementos internos de diseño y en composiciones abstractas".
Los estilos y formas occidentales se introdujeron en la región con el establecimiento de asentamientos británicos en Norteamérica a finales del siglo XVIII. Entre los artistas anglo-canadienses más destacados de la Columbia Británica del siglo XIX y principios del XX se encuentran el arquitecto Francis Rattenbury, el diseñador James Blomfield y la pintora Emily Carr.
A mediados del siglo XX, la abstracción lírica y el paisajismo surrealista dominaron el panorama artístico de Vancouver a través de artistas como B. C. Binning, Jack Shadbolt, Gordon A. Smith, Takao Tanabe, Don Jarvis y Toni Onley. En las décadas siguientes, la ciudad experimentaría una mayor diversificación artística con la aparición del arte conceptual, el arte de la comunicación, el videoarte y el arte de la performance.
La Escuela de Vancouver de fotografía conceptual engloba a una cohorte de artistas afincados en Vancouver que adquirieron notoriedad en la década de 1980. En general, se considera que esta escuela incluye a los artistas Jeff Wall, Ian Wallace, Ken Lum, Roy Arden, Stan Douglas y Rodney Graham.

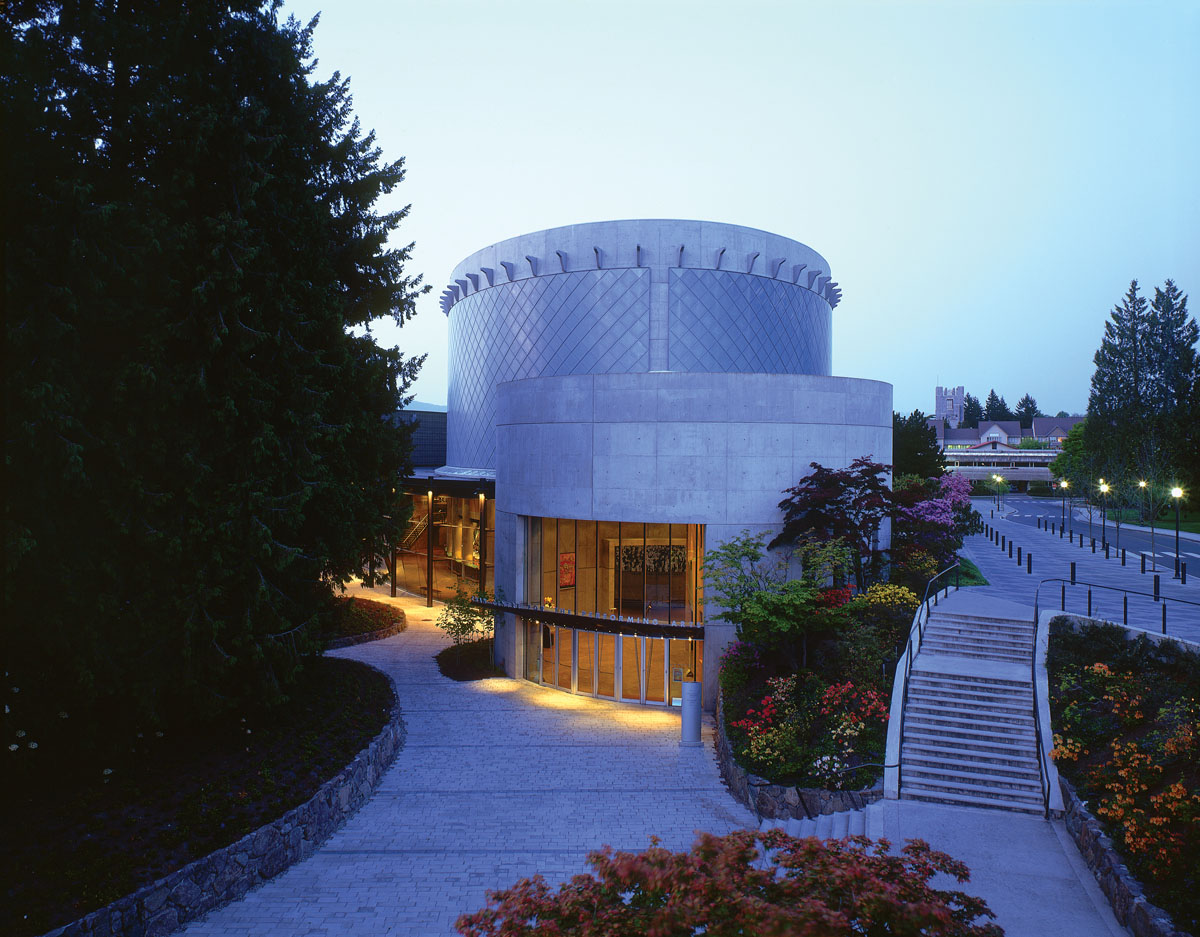
Centro Chan de Artes Escénicas

Vancouver cuenta con unas 350 obras de arte público al aire libre, entre las que destacan A-maze-ing Laughter, Digital Orca, Girl in a Wetsuit, Angel of Victory, The Birds y los tótems de Brockton Point.

### Gastronomía
La cocina de Columbia Británica suele asociarse con la vida sana, la fusión, los ingredientes locales frescos y la innovación. Puede dividirse en dos grandes tradiciones: la cocina asociada a la costa oeste, que incorpora diversos elementos marineros, y la cocina asociada al interior de la provincia, que abarca la carne de caza local, los productos de la granja a la mesa y los métodos de curado y ahumado[cita requerida. El marisco es un elemento básico importante de la cultura alimentaria local de la provincia debido a su proximidad al océano Pacífico, así como a los numerosos ríos y lagos de la región. Columbia Británica es conocida por varios platos únicos y es productora de fruta, vino y queso.
Entre los mariscos de la Columbia Británica destacan el sushi (BC roll, dynamite roll, California roll), el cangrejo Dungeness (hervido, tacos), los langostinos, el salmón salvaje del Pacífico (ahumado, confitado, teriyaki, sopa de pescado, sándwich) y el fletán (al horno, con jengibre y limón), así como delicias como el caviar de esturión blanco y el geoduck.
Las barritas Nanaimo son originarias de la ciudad de Nanaimo y consisten en una base de migas y frutos secos, crema pastelera en el centro y una capa superior de ganache.
Colombia Británica también alberga numerosos platos culinarios únicos no marineros. Algunos platos son la sopa de remolacha Doukhobour, el cordero de la isla de Salt Spring, la comida callejera Japadog y la pizza de pollo Butter. Algunos productos de repostería únicos son los bollos de manzana y arándanos con canela, las barritas Nanaimo y las cremas Victoria. Colombia Británica también produce varios quesos locales distintos, como el kabritt, el Castle Blue y el Comox Brie. El London Fog tea latte (té con leche London Fog) se inventó en Vancouver y sigue siendo una bebida popular entre las cafeterías del noroeste del Pacífico y el oeste de Canadá; en Escocia lo llaman «Vancouver Fog».
Okanagan produce muchas frutas únicas originarias de la región, como las manzanas Ambrosia y Spartan, las cerezas Stella y Skeena, y las uvas Corontation. Otras frutas cultivadas en la provincia son melocotones, peras, ciruelas, albaricoques, fresas, zarzamoras, arándanos y moras.
Columbia Británica es famosa por su producción de vino. Las principales regiones productoras de vino son Okanagan, el valle de Similkameen, la isla de Vancouver, las islas del Golfo y el valle de Fraser. En noviembre de 2014 había 280 bodegas de uva autorizadas y 929 viñedos.

### Medios de Comunicación
El primer periódico de Canadá se publicó en 1752, pero los primeros periódicos dependían en gran medida de las subvenciones del Gobierno y de los ingresos por publicidad, con pocos compradores y suscriptores. La mayoría dependían de partidos políticos, normalmente como órganos de líderes políticos concretos, y hoy forman parte predominantemente de grandes conglomerados de la industria de los medios de comunicación.
En 1858 se fundó en Victoria el British Colonist (más tarde Daily Colonist). Su fundador fue Amor de Cosmos, segundo primer ministro de Columbia Británica. De él surgió el Times-Colonist, cuyo director en 1869 fue John Robson, segundo primer ministro de la provincia. Los liberales volvieron a tener acciones en el rival Victoria Daily Times (desde 1884). De 1892 a 1906, James Dunsmuir, el hombre más rico de la provincia, se hizo cargo del Times-Colonist. El periódico permaneció en Victoria hasta 1950, pero se vendió a Calgary. Con la compra por Thomson Newspapers en 1980, se creó el Times Colonist a partir de la fusión del Daily Times y el Colonist. Desde 2000, el periódico pertenece a CanWest Global Communications.
En la actualidad, el diario de mayor tirada es el tabloide de Vancouver The Province. Este periódico también es propiedad de CanWest Global Communications en Winnipeg. El periódico por suscripción de mayor tirada es el Vancouver Sun, también propiedad de CanWest. Además, hay unos 50 diarios regionales y financiados con publicidad.
Tendencias similares de concentración y dominio prevalecen en la radio y, sobre todo, en la televisión. En 1928 había 60 emisoras de radio en Canadá, seis solo en Vancouver. La actual CFUN, la emisora de radio más antigua del oeste de Canadá, empezó a emitir aquí ya en 1922, seguida poco después por una emisora de la Canadian National Railway Company. La Canadian Broadcasting Corporation (CBC), pública y de ámbito nacional, empezó a emitir en 1936. En 2008, sólo en Columbia Británica había 30 emisoras de radio importantes, un tercio de ellas en Vancouver. Además, hay emisoras privadas que emiten de vez en cuando, por lo que se calcula que hay unas 500 emisoras con fuerte competencia estadounidense, que también pueden recibirse por vía terrestre en el sur.
La televisión existe en Canadá desde 1952, siendo la CBC la emisora más importante. En 1961 se creó una segunda cadena, CTV, y en 1968 la televisión por cable. En 2008, había 26 cadenas de televisión en Colombia Británica, tres de las cuales emitían a nivel nacional, doce emitían vía satélite y eran en su mayoría escisiones de otras cadenas de televisión. Nueve cadenas pertenecían a la red CBC, seis a Global Television Network de Vancouver, propiedad de Canwest, cuatro a E!, también propiedad de CanWest, y dos a CTV Television Network, propiedad de la mayor cadena de televisión de Canadá, CTVglobemedia. En Internet han surgido varios sitios web, como bclocalnews.com, especializado en noticias.

### Hermanamientos
- Estado de Nuevo León, México[88]